# Museo Nacional del Palacio
El Museo Nacional del Palacio (en chino tradicional, 國立故宮博物院; pinyin, Guólì Gùgōng Bówùyuàn) es un museo en Taipéi, Taiwán (República de China). Cuenta con una colección permanente de casi 700.000 piezas de artefactos y obras de arte chinas, muchas de las cuales fueron trasladadas desde el Museo del Antiguo Palacio de la Ciudad Prohibida de Pekín, así como desde otras cinco instituciones de China continental durante la retirada de la República de China. Estas colecciones se trasladaron a varios lugares antes de establecerse finalmente en la actual Shilin, Taipéi, y crear allí el museo en 1965, convirtiéndolo en uno de los mayores de su tipo en el mundo.
La colección del museo cuenta con objetos que abarcan 8.000 años de historia china, desde la era neolítica hasta el periodo moderno. El Museo Nacional del Palacio comparte sus raíces con el Museo del Palacio de Beijing, cuya extensa colección de obras de arte y artefactos se basó en las colecciones imperiales de las dinastías Ming y Qing.

## Nombre
Si el museo original en la Ciudad Prohibida de Pekín se llamaba "Museo del Antiguo Palacio" (故宮博物院), cuando el Kuomintang estableció este museo en Taipéi, le añadió el prefijo "Nacional" resultando su nombre chino "Museo Nacional del Antiguo Palacio" (國立故宮博物院). En pinyin (mandarín) se lee: Guólì Gùgōng Bówùyuàn; en otros dialectos se lee de forma distinta; jyutping (cantonés): gwok3 laap6 gu3 gung1 bok3 mat6 jyun6, Pe̍h-ōe-jī (hokkien): Kok-li̍p Kò͘-kiong Phok-bu̍t-īⁿ, Pha̍k-fa-sṳ (hakka): Kwet-li̍p kù-kiung pok-vu̍t-yèn.

## Historia

### Establecimiento en Beijing y traslado

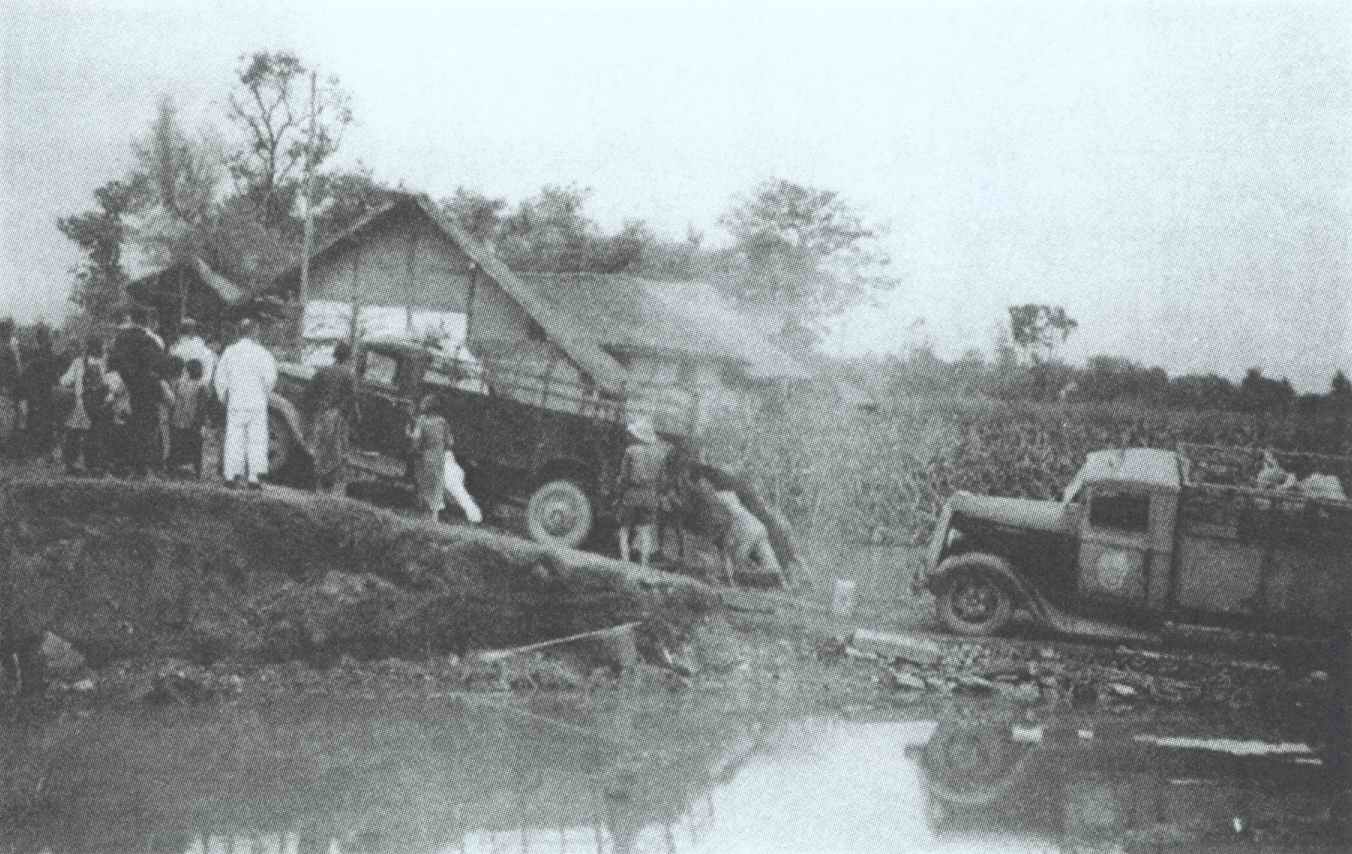
El tesoro del Museo Nacional del Palacio es evacuado ante el avance de las fuerzas japonesas en la década de 1930

El Museo Nacional del Palacio se estableció originalmente como Museo del Palacio en la Ciudad Prohibida el 10 de octubre de 1925, poco después de la expulsión de Puyi, el último emperador de China, de la Ciudad Prohibida por el señor de la guerra Feng Yuxiang. Los artículos del museo consistían en objetos de valor de la antigua familia imperial.
En 1931, poco después del Incidente de Mukden, el Gobierno Nacionalista del Generalísimo Chiang Kai-shek ordenó al museo que hiciera preparativos para evacuar sus piezas más valiosas fuera de la ciudad para evitar que cayeran en manos del Ejército Imperial Japonés. En consecuencia, del 6 de febrero al 15 de mayo de 1933, las 13.491 cajas del Museo del Palacio y las 6.066 cajas de objetos de la Oficina de Exposición de Objetos Antiguos, del Palacio de Verano y de la Academia Imperial Hanlin fueron trasladadas en cinco grupos a Shanghái. En 1936, la colección fue trasladada a Nankín una vez finalizada la construcción del almacén en el monasterio taoísta del Palacio Chaotian. A medida que el Ejército Imperial Japonés avanzaba tierra adentro durante la segunda guerra sino-japonesa, que se fusionó en el conflicto mayor de la Segunda Guerra Mundial, la colección fue trasladada hacia el oeste por tres rutas a varios lugares, entre ellos Anshun y Leshan, hasta la rendición de Japón en 1945. En 1947, fue enviada de nuevo al almacén de Nankín.

### Evacuación a Taiwán
La guerra civil china se reanudó tras la rendición de los japoneses, lo que acabó provocando la decisión del generalísimo Chiang Kai-shek de llevarse las obras de arte a Taiwán, que había sido entregado a la República de China en 1945. Cuando la contienda empeoró en 1948 entre los ejércitos comunista y nacionalista, el Museo de la Ciudad Prohibida y otras cinco instituciones tomaron la decisión de enviar algunas de las piezas más preciadas a Taiwán. Hang Li-wu, posterior director del museo, supervisó el transporte de parte de la colección en tres grupos desde Nankín hasta el puerto de Keelung, Taiwán, entre diciembre de 1948 y febrero de 1949. Cuando los objetos llegaron a Taiwán, el ejército comunista ya se había hecho con el control de la colección del Museo del Antiguo Palacio de Pekín, por lo que no toda la colección pudo ser enviada a Taiwán. Un total de 2.972 cajas de artefactos de la Ciudad Prohibida fueron trasladados a Taiwán representaban solo el 22% de las cajas transportadas originalmente al sur, aunque las piezas representaban algunas de las mejores de la colección. La colección principal y ese 78% que no se trasladó a Taiwán sigue formando parte del museo original en Pekín, el Museo de la Ciudad Prohibida.
| Instituciones                                              | Número de cajas en los envíos | Número de cajas en los envíos | Número de cajas en los envíos | Total |
| Instituciones                                              | 1                             | 2                             | 3                             | Total |
| ---------------------------------------------------------- | ----------------------------- | ----------------------------- | ----------------------------- | ----- |
| Museo Nacional del Palacio de Beijing                      | 320                           | 1.680                         | 972                           | 2.972 |
| Museo Central Nacional                                     | 212                           | 486                           | 154                           | 852   |
| Biblioteca Central Nacional                                | 60                            | 462                           | 122                           | 644   |
| El Instituto de Historia y Filosofía de la Academia Sínica | 120                           | 856                           |                               | 976   |
| Ministerio de Asuntos Exteriores                           | 60                            |                               |                               | 60    |
| Biblioteca Nacional de Beijing                             |                               | 18                            |                               | 18    |
| Total                                                      | 772                           | 3.502                         | 1.248                         | 5.522 |

### Oficina de Gestión Conjunta en Taichung
La colección del Museo Nacional del Palacio de Beijing, de la Oficina Preparatoria del Museo Nacional Central, de la Biblioteca Nacional Central y de la Biblioteca Nacional de Beijing se almacenó en un almacén ferroviario en Yangmei tras su transporte a través del estrecho de Taiwán y posteriormente se trasladó a un almacén en una azucarera cerca de Taichung. En 1949, el Yuan Ejecutivo creó la Oficina de Gestión Conjunta del Museo Nacional del Palacio de Beijing, de la Oficina Preparatoria del Museo Nacional Central y de la Biblioteca Nacional Central, para supervisar la organización de la colección. Por razones de seguridad, la Oficina de Gestión Conjunta eligió el pueblo de montaña de Beigou, situado en Wufeng, Taichung, como nuevo lugar de almacenamiento de la colección. Al año siguiente, la colección almacenada en el molino de azúcar de caña fue transportada al nuevo emplazamiento de Beigou.
Con la reincorporación de la Biblioteca Nacional Central en 1955, la colección de la Biblioteca Nacional de Beijing se incorporó simultáneamente a la Biblioteca Nacional Central. La Oficina de Gestión Conjunta del Museo Nacional del Palacio de Beijing y la Oficina Preparatoria del Museo Nacional Central permaneció en Beigou otros diez años. Durante esta década, la oficina obtuvo una subvención de la Fundación Asia para construir una sala de exposiciones a pequeña escala en la primavera de 1956. La sala de exposiciones, inaugurada en marzo de 1957, estaba dividida en cuatro galerías en las que era posible exponer más de 200 piezas.

### El Museo Nacional del Palacio en Taipéi
En otoño de 1960, la oficina recibió una subvención de 32 millones de nuevos dólares taiwaneses de la AID. El gobierno de la República de China (ROC) también contribuyó con más de 30 millones de nuevos dólares taiwaneses para establecer un fondo especial para la construcción de un museo en el suburbio de Waishuanxi, en Taipéi. La construcción del museo de Waishuanxi finalizó en agosto de 1965. El nuevo recinto museístico fue bautizado como "Museo Chung-Shan" en honor del padre fundador de la ROC, Sun Yat-sen, y se abrió al público por primera vez en el centenario del nacimiento de Sun Yat-sen. Desde entonces, el museo de Taipéi gestiona, conserva y expone las colecciones del Museo Nacional del Palacio de Beijing y de la Oficina Preparatoria del Museo Nacional Central.

### Curiosidades
Varios artefactos chinos de las dinastías Tang y Song, algunos de los cuales habían sido propiedad del emperador Zhenzong, fueron hallados y luego cayeron en manos del general del Kuomintang Ma Hongkui, que se negó a hacer públicos los hallazgos. Entre los artefactos había una tablilla de mármol blanco de la dinastía Tang, clavos de oro y bandas hechas de metal. No fue hasta después de la muerte de Ma que su esposa viajó a Taiwán en 1971 desde Estados Unidos para llevar los artefactos a Chiang Kai-shek, quien los entregó al Museo del Palacio Nacional.
En agosto de 2022, las maniobras del EPL en torno a Taiwán suscitaron preocupación por la posible seguridad de los artefactos del museo. La exdirectora Chou Kung-shin sugirió crear un plan para almacenarlos en los túneles de las montañas cercanas. Cuando se enviaron originalmente a Taiwán, los artefactos se almacenaron en túneles en Taichung durante la década de 1950 antes de ser trasladados a Taipéi, donde finalmente se construyó el museo.
En octubre de 2022, se reveló que tres objetos de las dinastías Ming y Qing, supuestamente valorados en 77 millones de dólares, habían sido dañados. En respuesta a las indagaciones, el museo admitió que se encontraron dos tazas de té rotas en febrero y abril de ese año, y un plato se cayó en mayo. El director Wu Mi-cha sospechó que las tazas de té podrían haberse dañado debido a unas prácticas de almacenamiento insatisfactorias, que el museo está trabajando para mejorar.

## Relaciones con la RPC
Durante las décadas de 1960 y 1970, el Museo Nacional del Palacio fue utilizado por el Kuomintang para apoyar su reivindicación de que la República de China era el único gobierno legítimo de toda China, en el sentido de que era el único preservador de la cultura tradicional china en medio del cambio social y la Revolución Cultural en la China continental, y tendía a enfatizar el nacionalismo chino.
El gobierno de la República Popular China (RPC) ha dicho durante mucho tiempo que la colección fue robada y que pertenece legítimamente a China, pero Taiwán ha defendido su colección como un acto necesario para proteger las piezas de la destrucción, especialmente durante la Revolución Cultural. Sin embargo, las relaciones en torno a este tesoro se han relajado en los últimos años y el Museo del Palacio de Beijing ha accedido a prestar reliquias al Museo Nacional del Palacio para exposiciones desde 2009. El conservador del Museo del Palacio, Zheng Xinmiao, ha declarado que los artefactos que se encuentran tanto en los museos de la China continental como en los de Taiwán son "patrimonio cultural de China que pertenece conjuntamente a los pueblos de uno y otro lado del estrecho de Taiwán".

## Edificios del museo

### Sección Norte

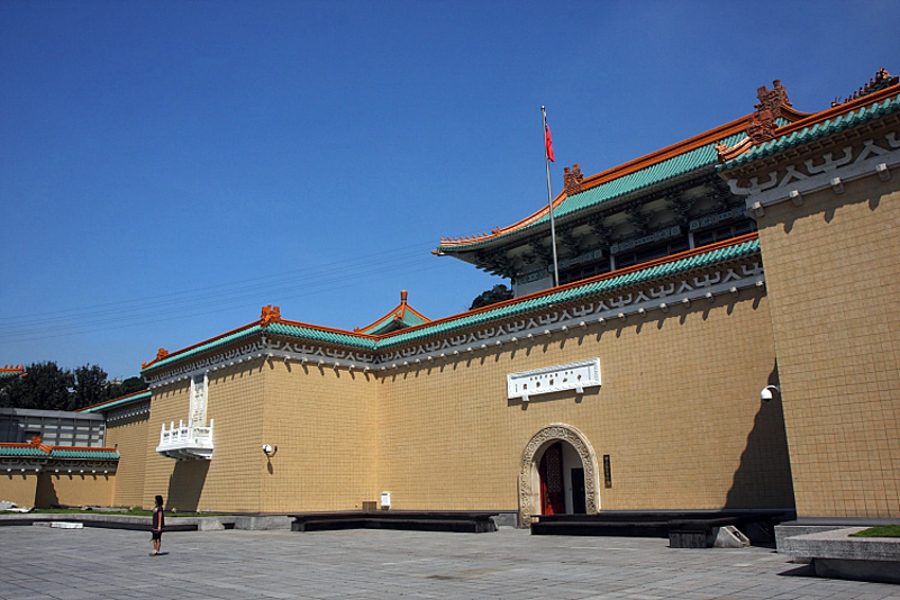
Edificio principal de la Sección Norte del Museo Nacional del Palacio

El edificio principal del Museo Nacional del Palacio de Taipéi fue diseñado por Huang Baoyu y construido entre marzo de 1964 y agosto de 1965. Debido al espacio insuficiente para exponer más de 600.000 artefactos, el museo sufrió ampliaciones en 1967, 1970, 1984 y 1996. En 2002, el museo se sometió a una importante renovación de 21 millones de dólares para hacerlo más espacioso y moderno. La renovación cerró aproximadamente dos tercios de la sección del museo y éste reabrió oficialmente sus puertas en febrero de 2007.
Las exposiciones permanentes de pintura y caligrafía rotan una vez cada tres meses. En un momento dado pueden contemplarse unas 3000 piezas de la colección del museo. Aunque breves, estas exposiciones son extremadamente populares. En 2014, el museo organizó las tres exposiciones más concurridas de todo el mundo, que incluían pinturas y obras caligráficas de Tang Yin, así como representaciones del emperador Qianlong de la dinastía Qing reinterpretadas por artistas contemporáneos.

### Sección Sur

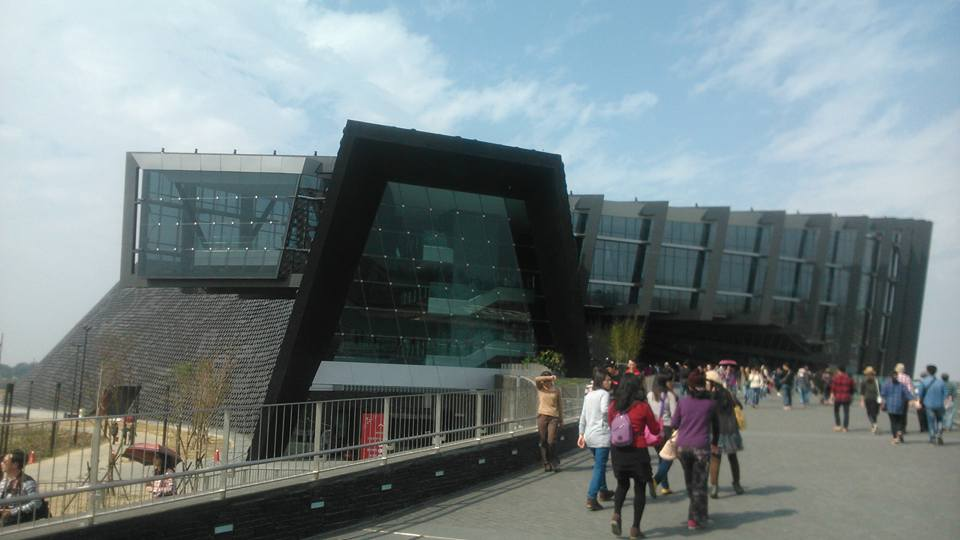
La Sección Sur del Museo Nacional del Palacio

La Sección Sur del Museo Nacional del Palacio se encuentra en Taibao (Condado de Chiayi, Taiwán) y ocupa un terreno de 70 hectáreas (700.000 m2). En los terrenos hay también un lago y un jardín de estilo asiático. La planificación de la sección sur comenzó en el año 2000. El edificio iba a ser diseñado por el arquitecto Antoine Predock y comenzó a construirse en 2005. Sin embargo, debido a los graves retrasos en la construcción y a las disputas entre los contratistas y el museo, la empresa se retiró en 2008. La entonces directora del museo, Chou Kung-shin, declaró en agosto de 2010 que el nuevo arquitecto Kris Yao iniciaría el proyecto, cuya construcción finalizaría en 2015. El proyecto costó 7900 millones de nuevos dólares taiwaneses (268 millones de dólares) y se extendió por 70 hectáreas (700.000 m2). El propio museo, de 9000 metros cuadrados en total, fue diseñado por la empresa taiwanesa Artech Inc. y es a la vez antisísmico y resistente a las inundaciones. Tras su gran inauguración el 28 de diciembre de 2015, el edificio sufrió filtraciones de agua que obligaron a su cierre en abril de 2016. La sección sur volvió a abrir el 23 de agosto de 2016, una vez finalizadas las reparaciones para solucionar los problemas de fugas de agua.

## Colecciones
Las piezas del Museo Nacional del Palacio se clasifican en las siguientes categorías:
- Bronces: 6.225
- Cerámicas: 25.555
- Jades: 13.478
- Vasos de laca: 767
- Vasos de esmalte: 2.520
- Esculturas: 663
- Instrumentos de escritorio: 2.379
- Monedas: 6.953
- Objetos varios: 12.978
- Textiles: 1.571
- Pinturas: 6.580
- Obras de caligrafía: 3.707
- Libros de estudio caligráfico: 495
- Tapices y bordados: 308
- Abanicos: 1.880
- Libros raros: 212.169
- Documentos de los archivos de Ch'ing: 386.863
- Documentos en manchú, mongol y tibetano: 11.501
- Sellos: 898

La categoría de Objetos varios incluye objetos e instrumentos religiosos, vestidos y sus accesorios, y botellines para rapé. Hasta julio de 2017, la colección completa consta de 697.490 objects.

## Piezas notables

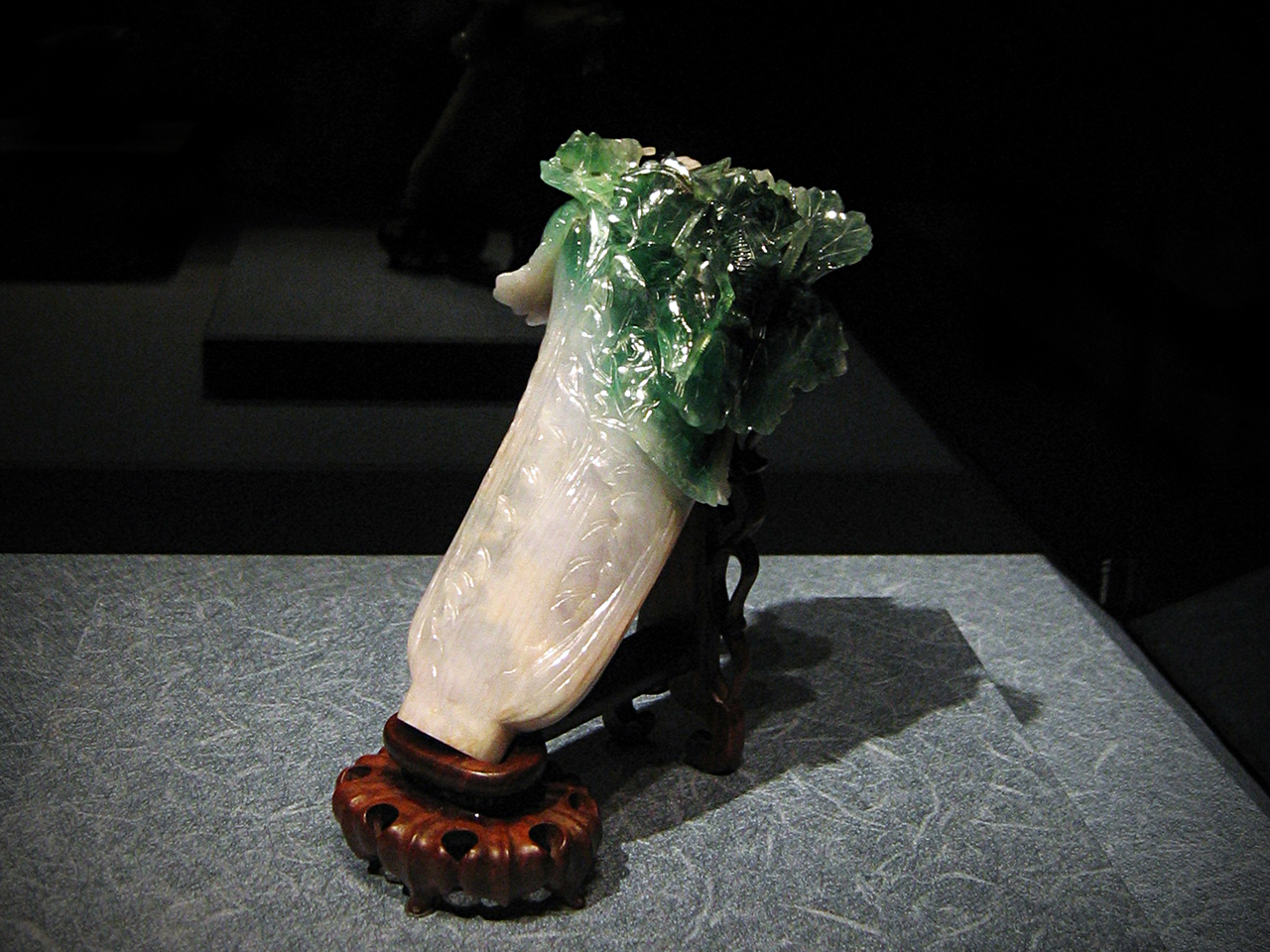
Col china de jadeíta (largo: 18,7 cm; ancho: 9,1 cm.; grosor:5,07cm).

El museo alberga varias piezas valiosas que han hecho que su colección sea famosa en el mundo entero. Entre ellas se encuentran:
- La "Col china de jadeíta" es una pieza de jadeíta tallada en forma de una col china. Las hojas semitranslúcidas adjuntas se deben a una combinación de varios colores naturales del jade para recrear las variaciones de color de una col real.[30]
- La "Piedra en forma de carne",[31] una pieza de jaspe, una forma de ágata, cuyos estratos son utilizados para recrear un parecido a un trozo de puerco cocinado en salsa de soya.[32]
- El "Bote tallado en piedra oliva",[33] es un pequeño bote tallado en una piedra color de olivo.
- Los "Cien caballos", es una pintura realizada en 1728 por Giuseppe Castiglione para implementar una mezcla de habilidad artísticas occidentales con materiales orientales para lograr cierto realismo.[34]

## Galería

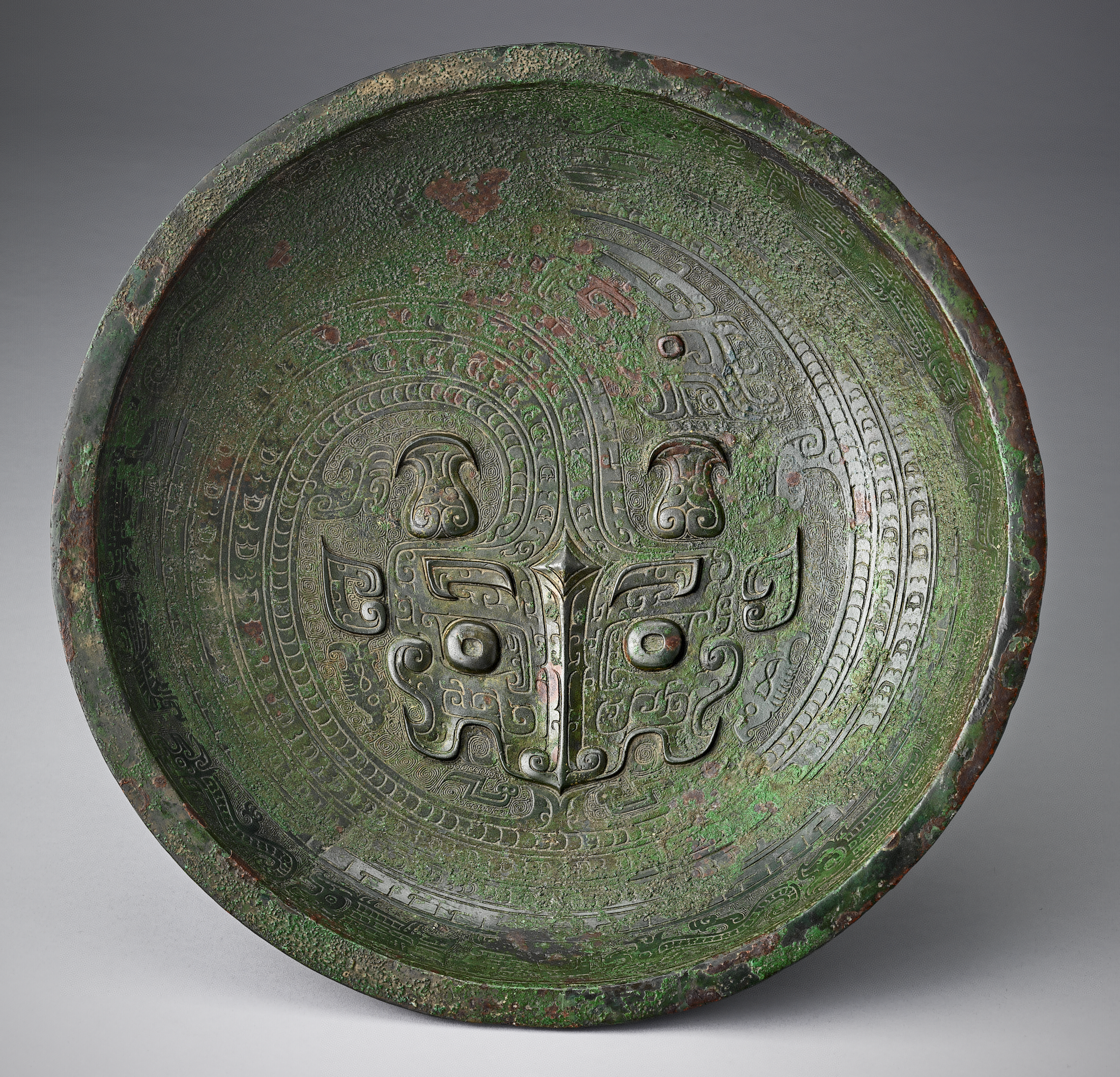
Vasija de agua Pan con dibujo de dragón enroscado, c. XIV - mediados del siglo XI a.C.
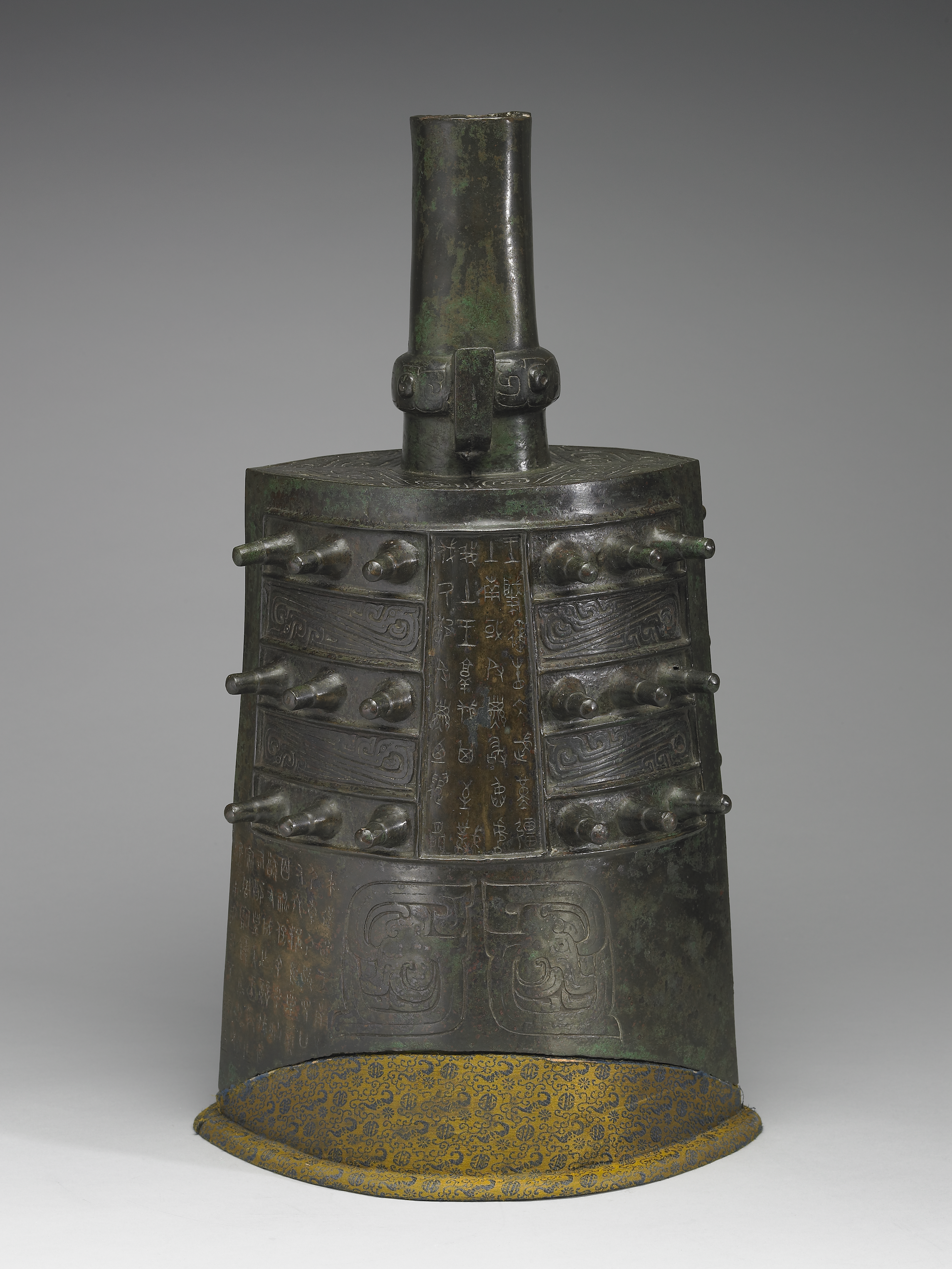
La Zong-zhou Zhong (Campana de Zhou), siglo IX a.C.
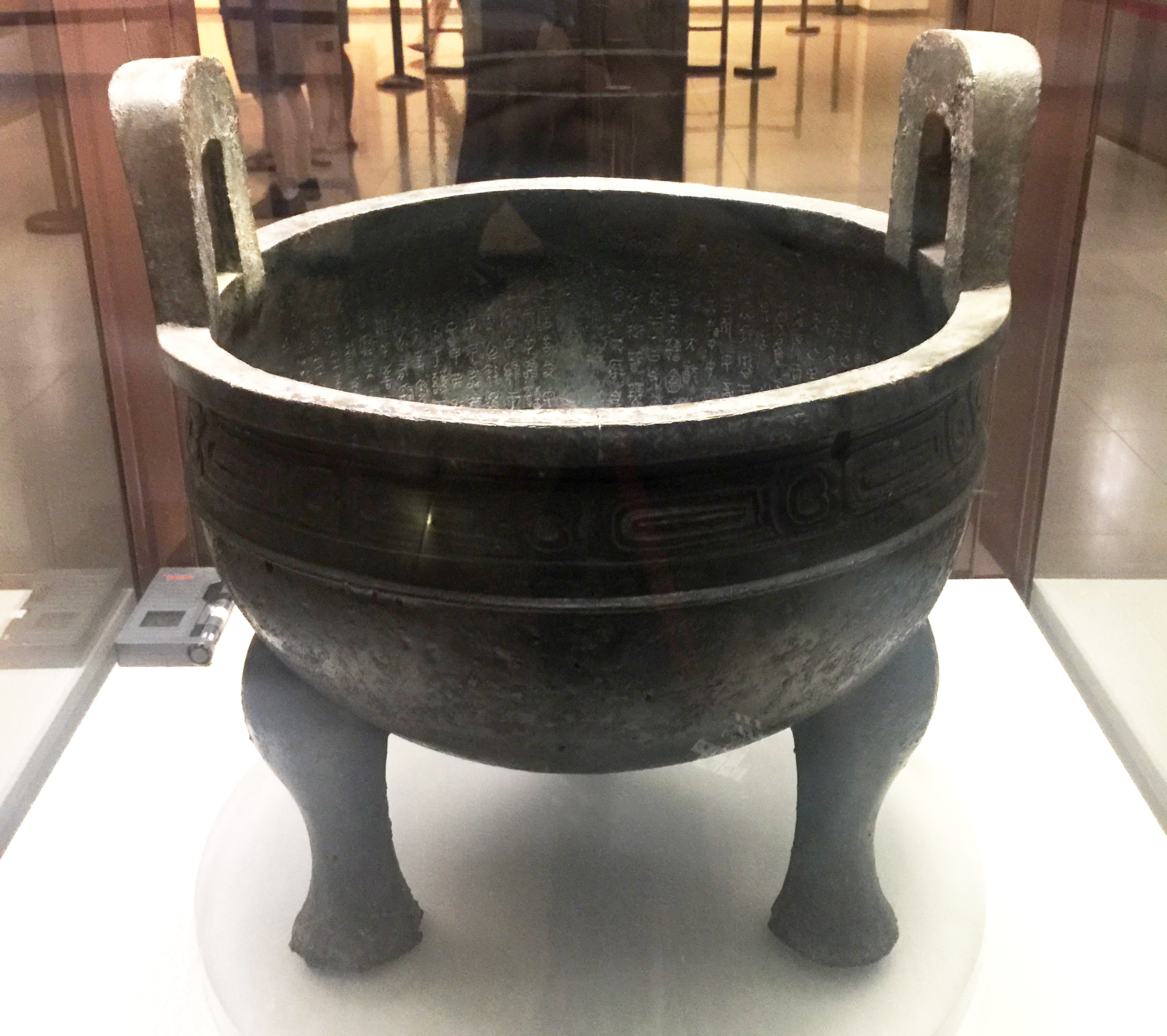
El Mao Gong Ding, siglo IX a.C.
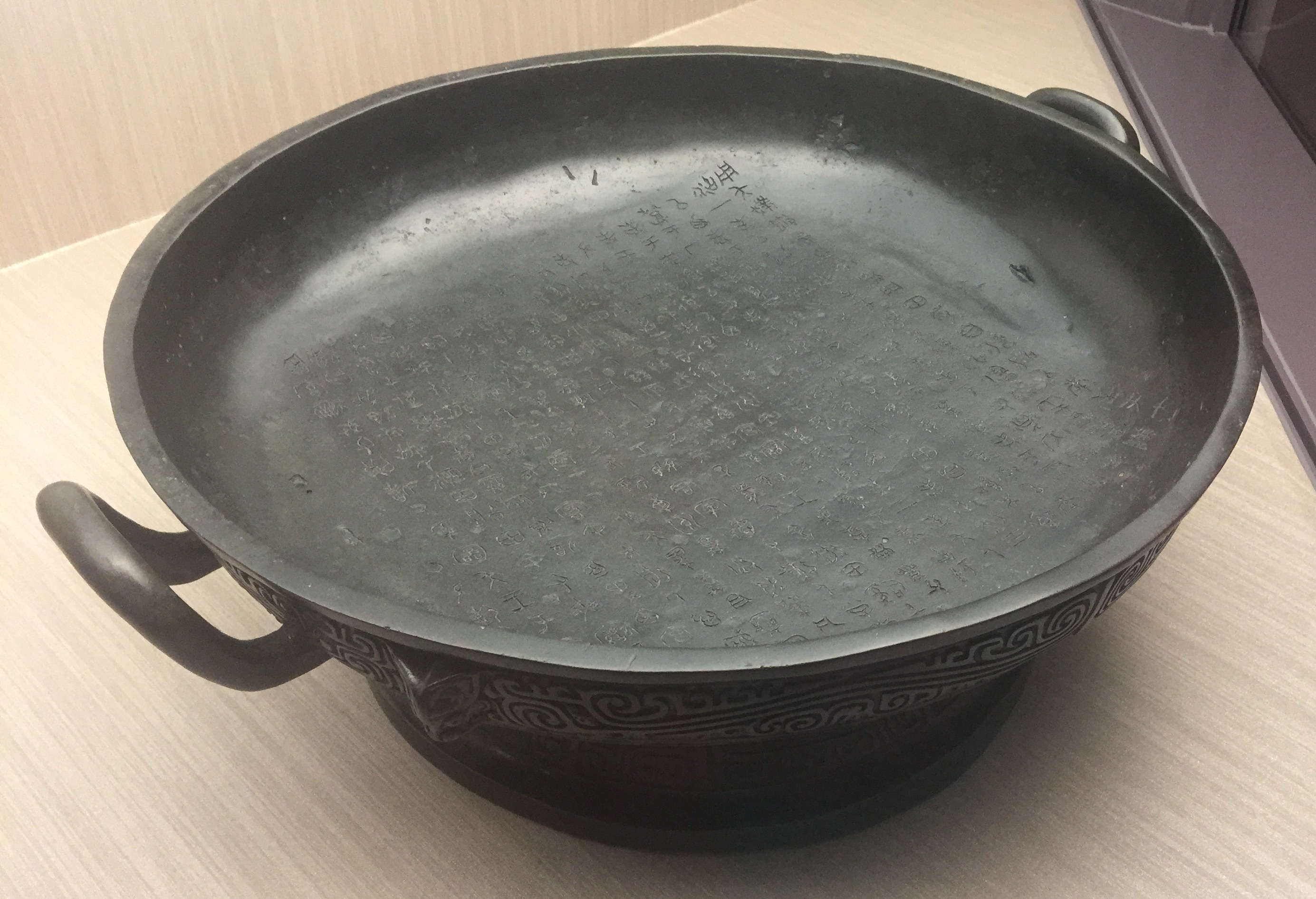
Plato de la familia San, siglo IX a.C.
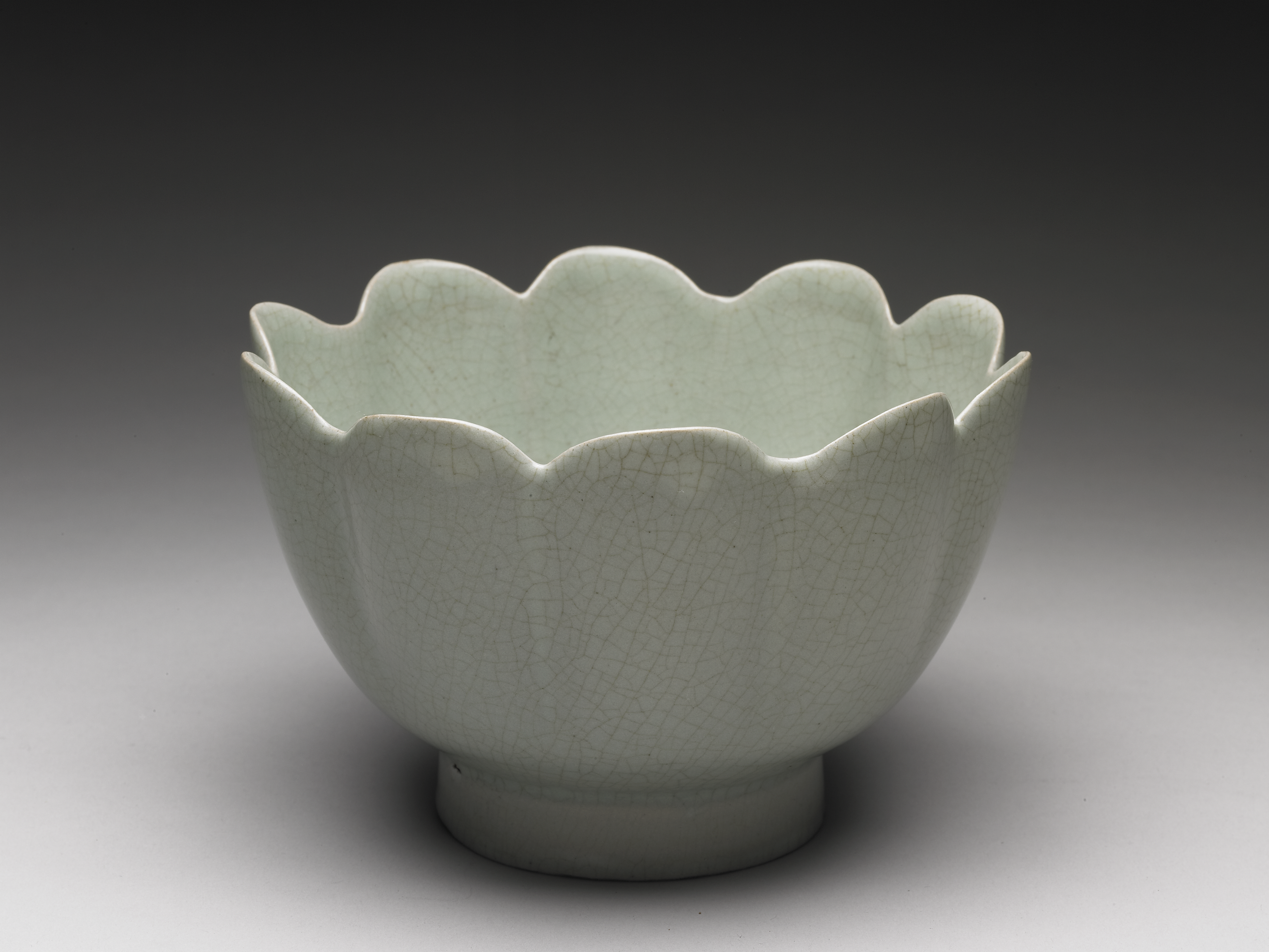
Cuenco calentador en forma de flor con vidriado verde azulado claro, cerámica Ru, c. 1086 - c. 1106.
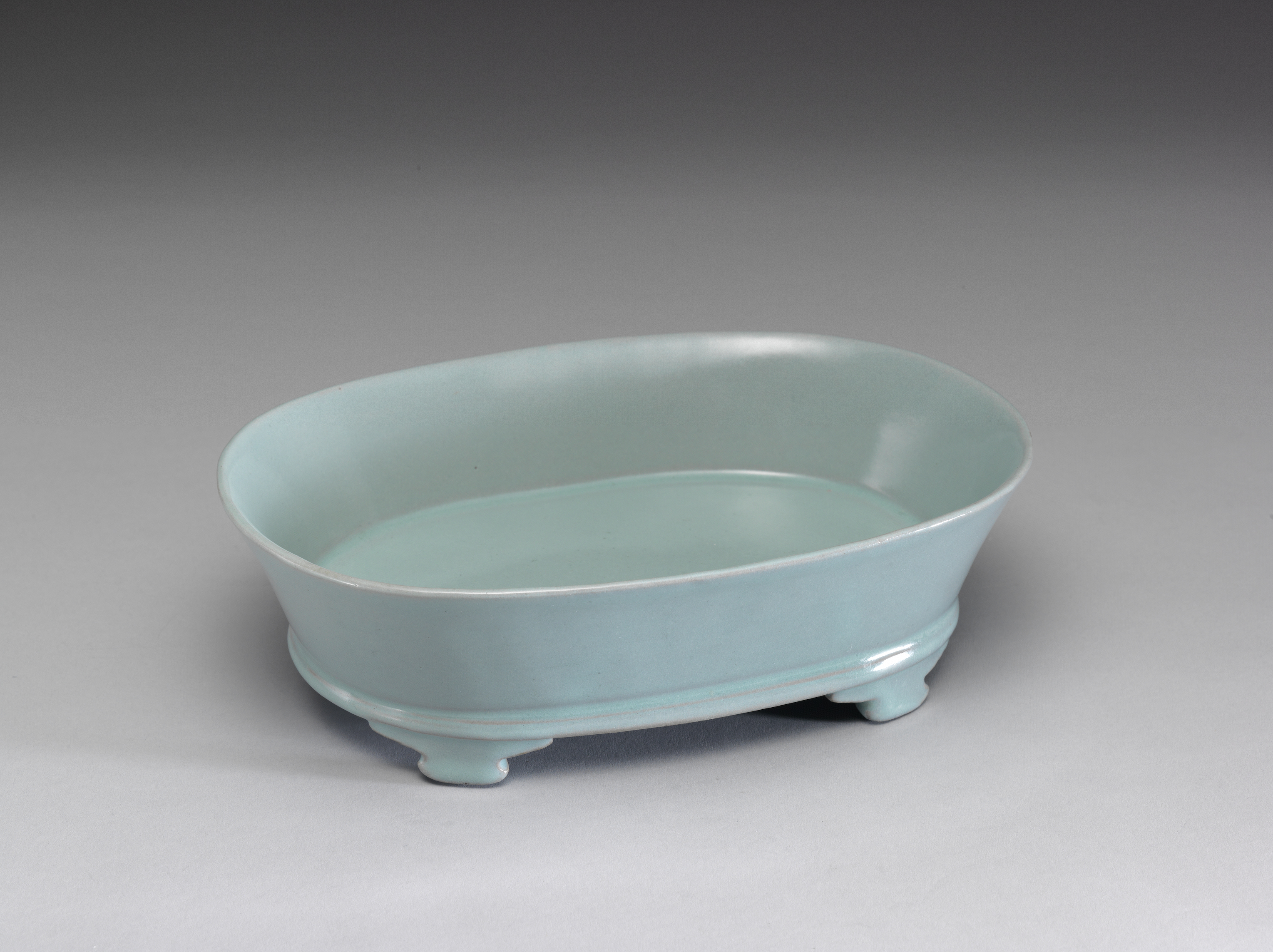
Pila de Narciso con vidriado verde azulado claro, cerámica Ru, c. 1086 - c. 1106.
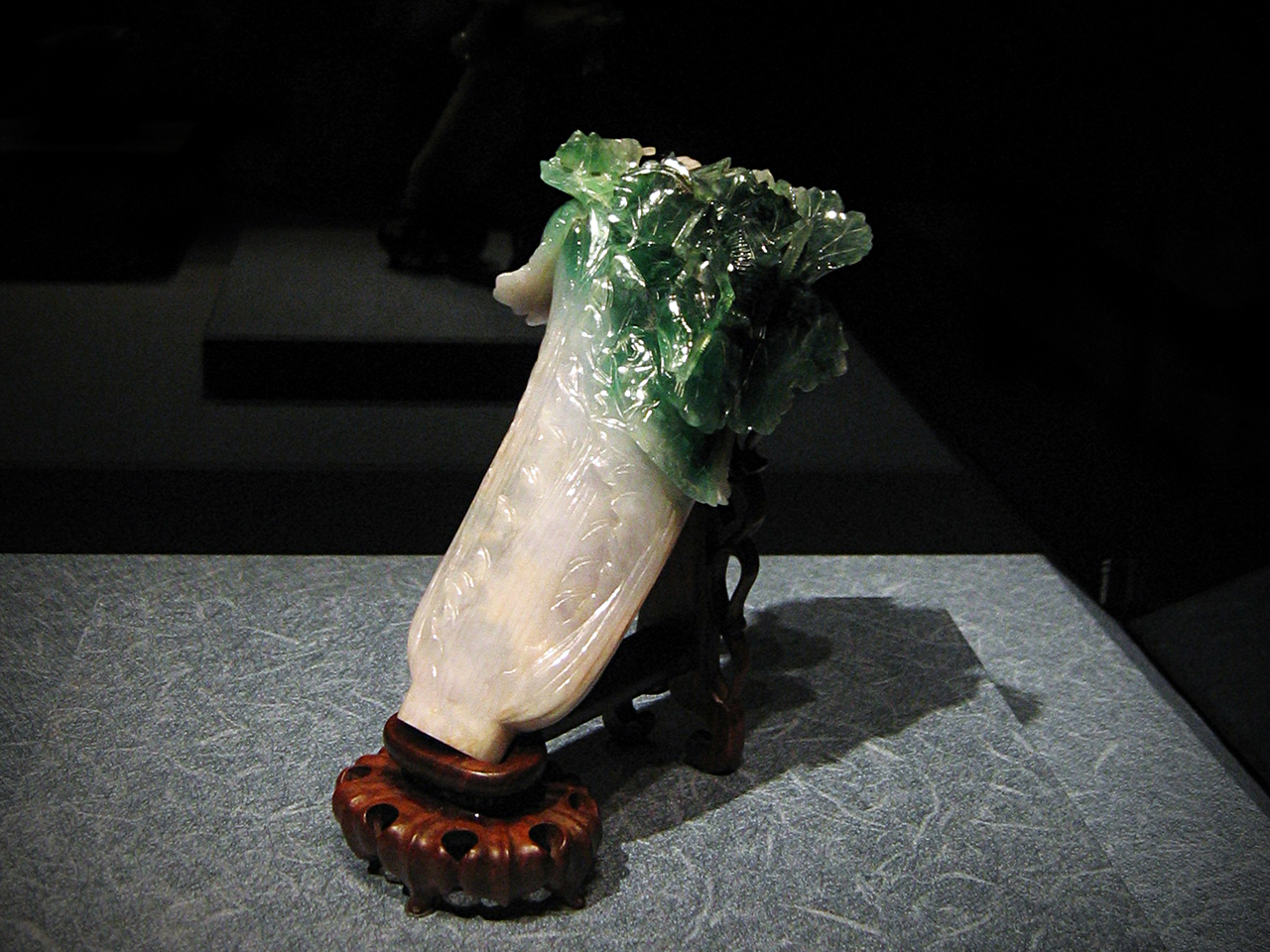
La Col de jadeíta, siglo XIX.
El Retrato sedente del emperador Song Taizu, c. 960–76.
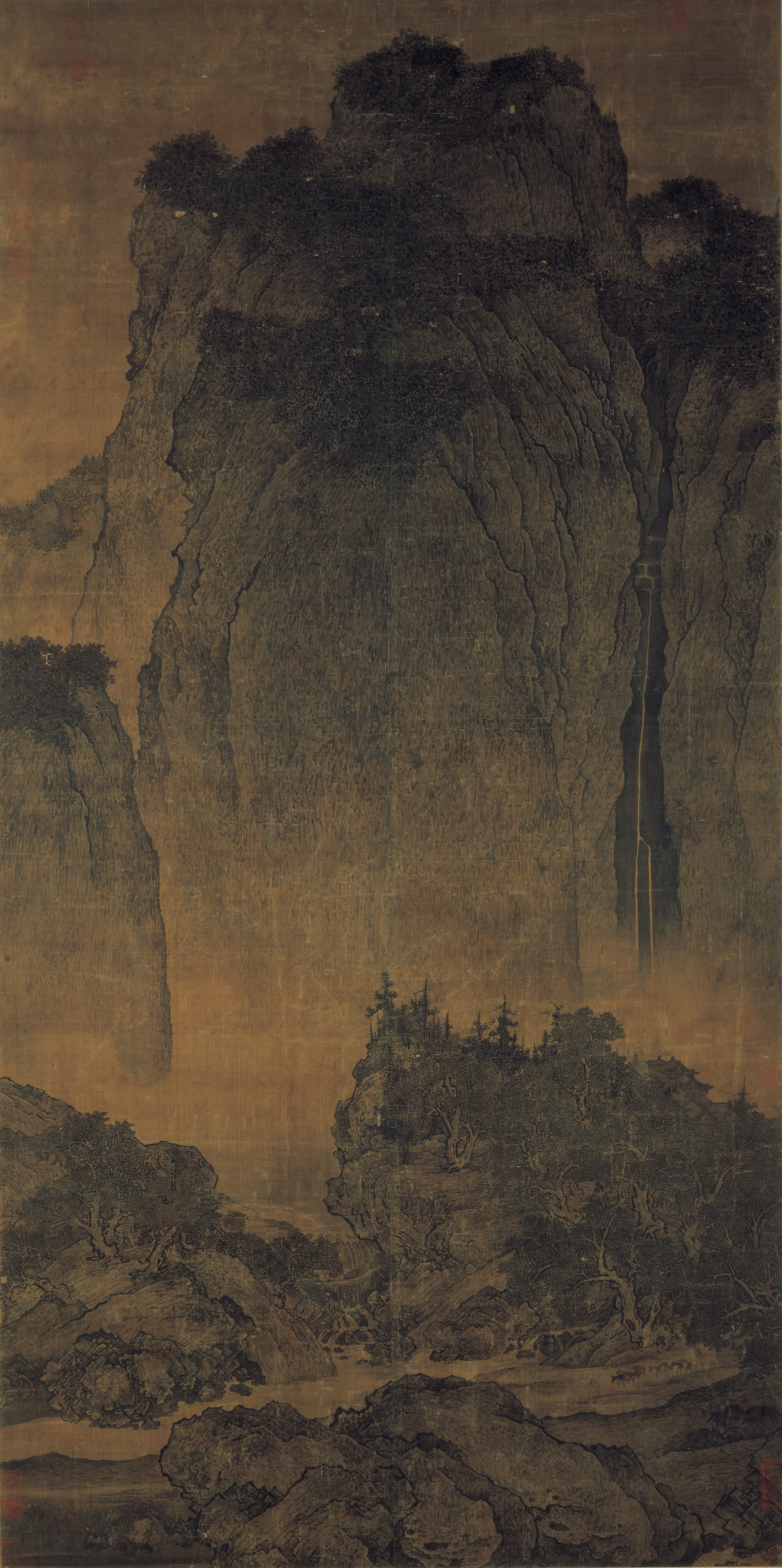
Los viajeros entre montañas y arroyos, de Fan Kuan, c. 1000.
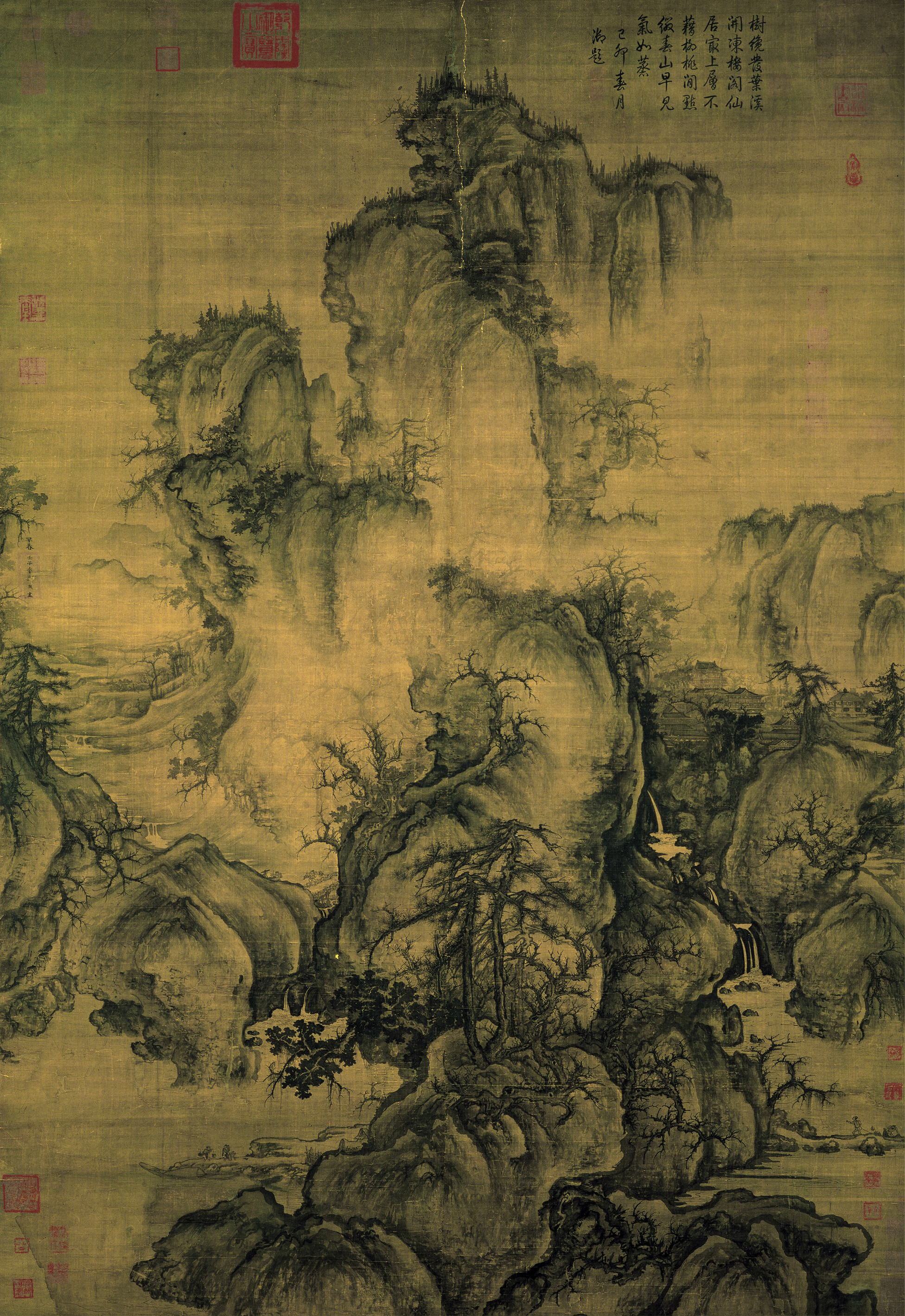
La Primavera reciente, de Guo Xi, 1072.
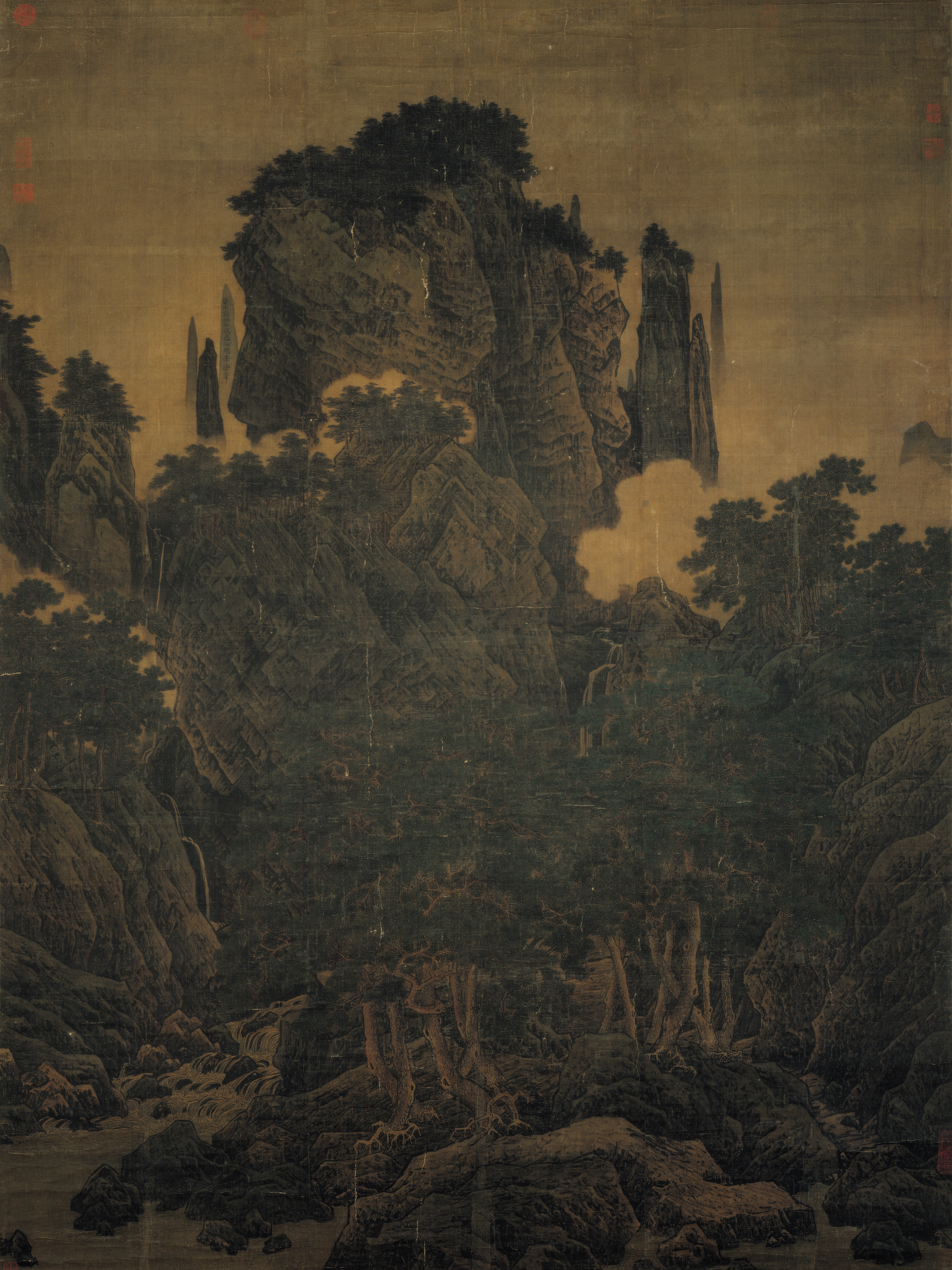
El viento en los pinos entre una miríada de valles, de Li Tang, 1124.
El Inmortal en tinta salpicada, por Liang Kai, c. 1200.
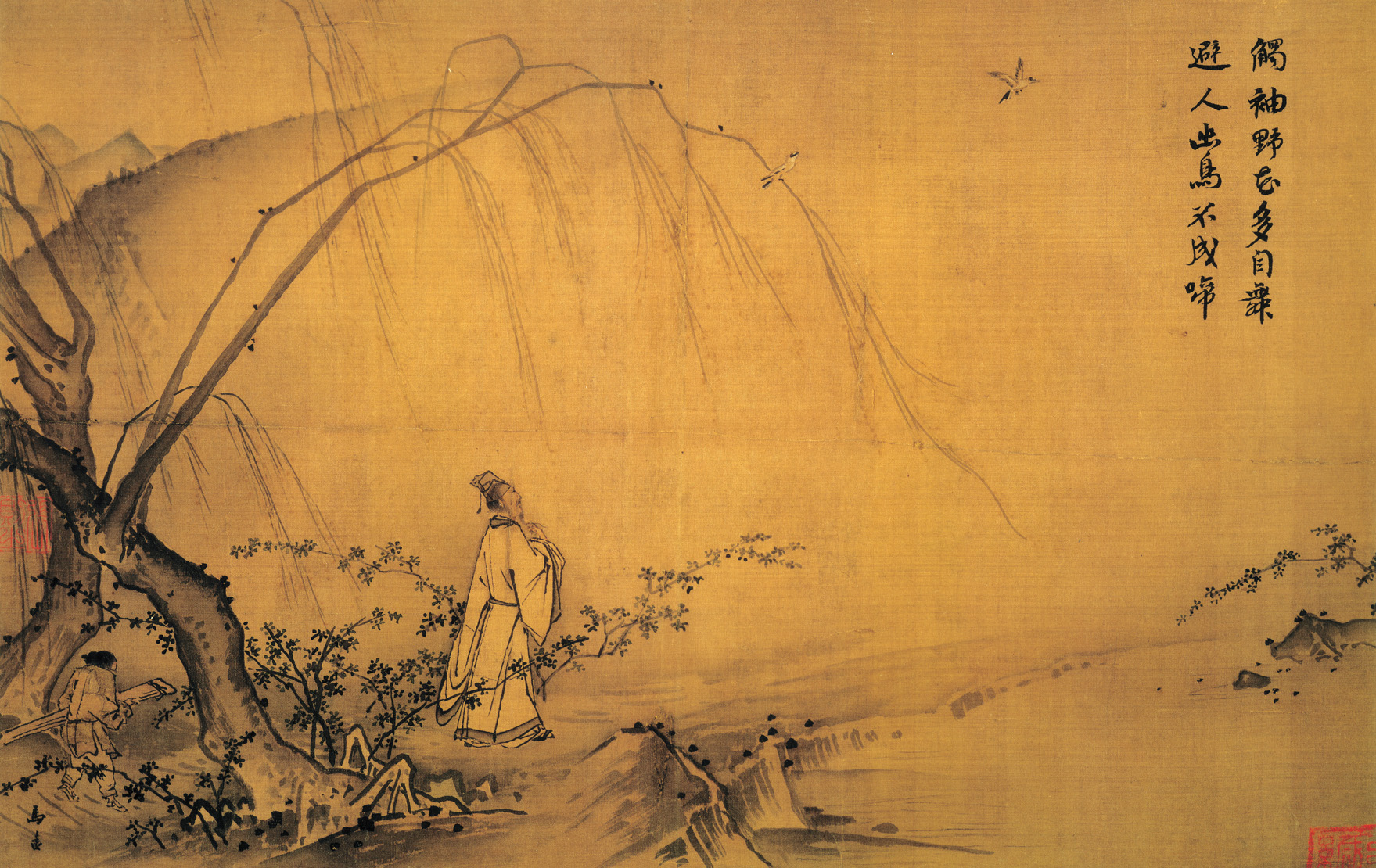
Por el sendero de la montaña en primavera, por Ma Yuan, siglo XIII.
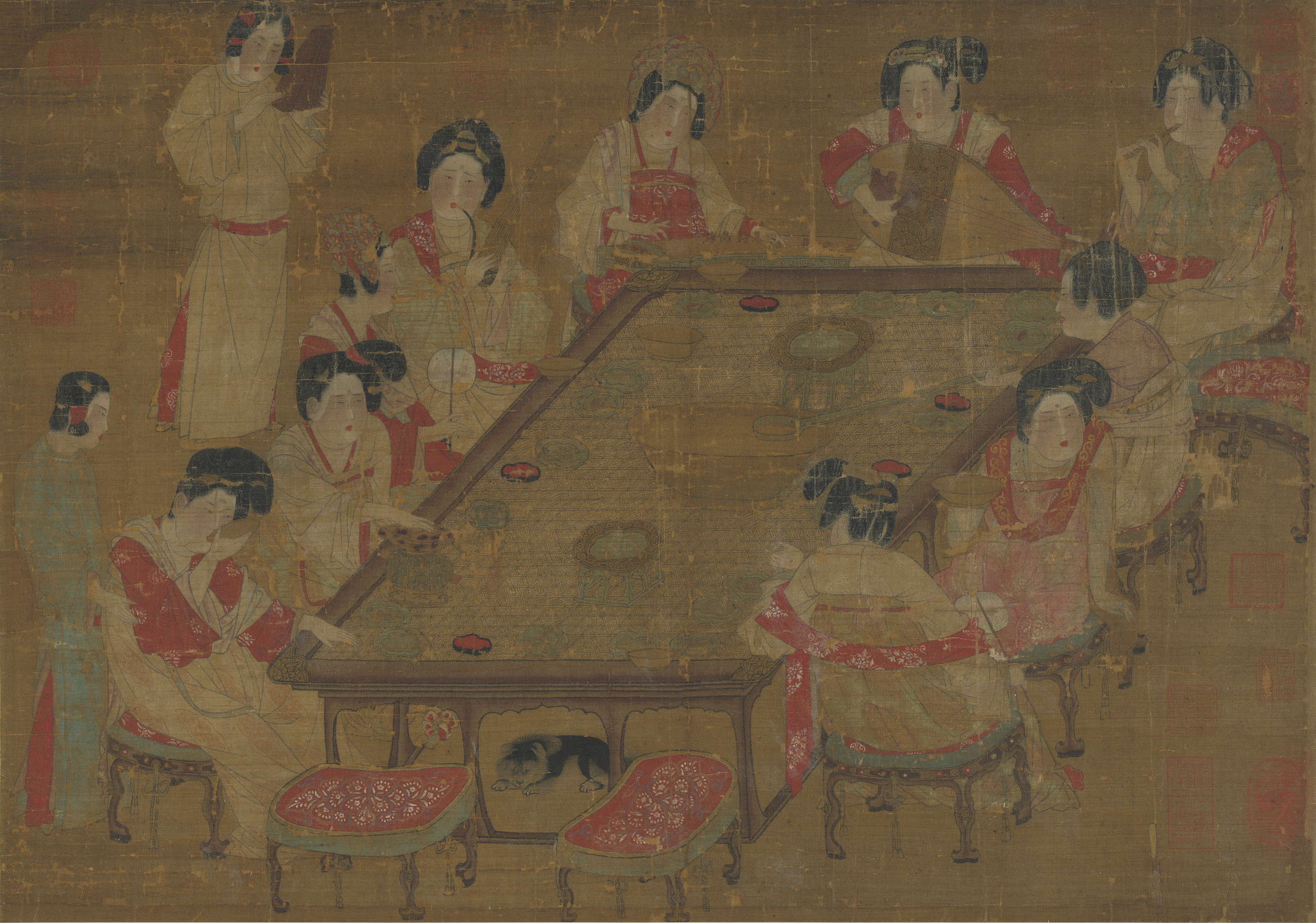
Concierto del palacio, c. 836.
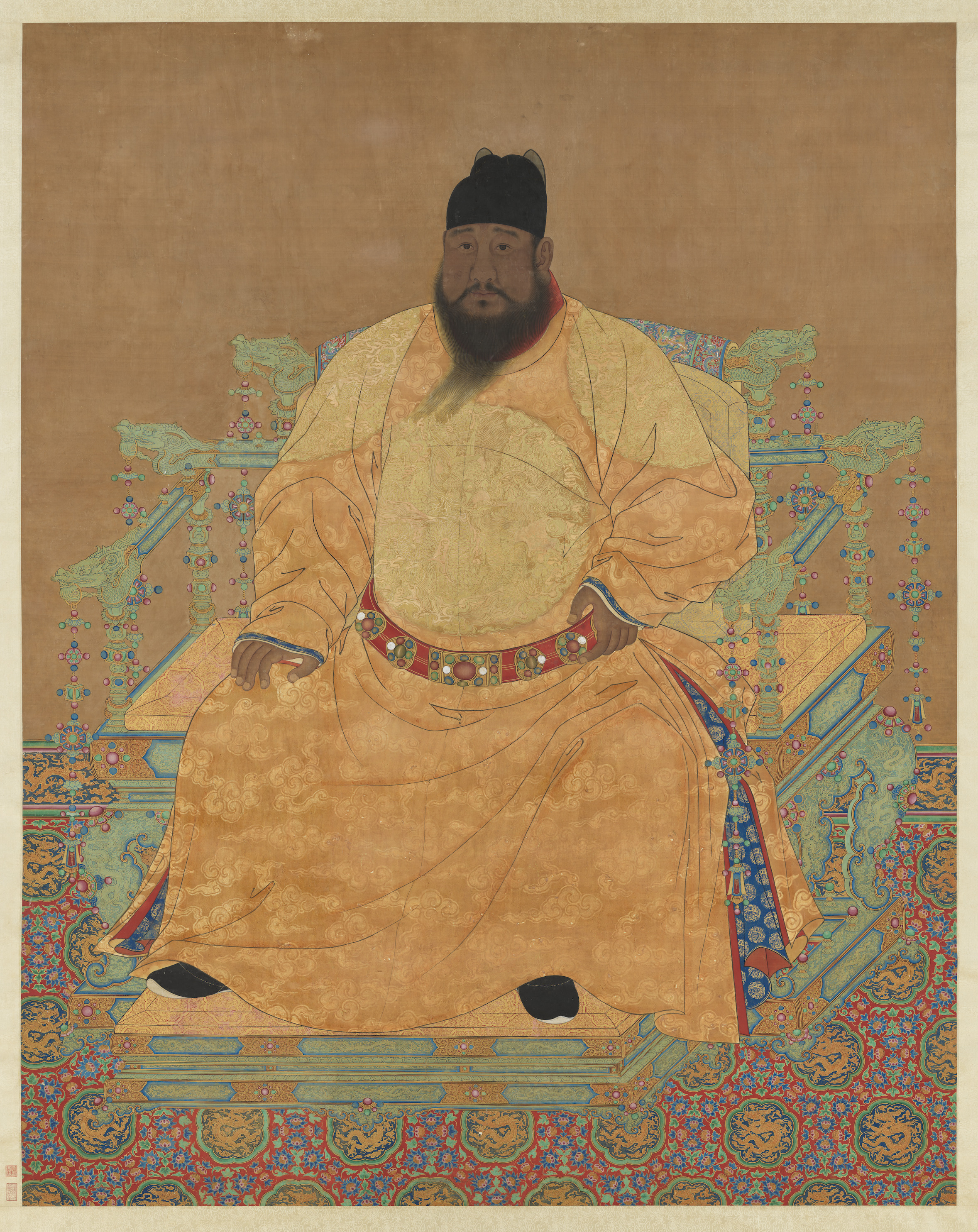
Retrato sedente del emperador Xuande, c. 1425-35.
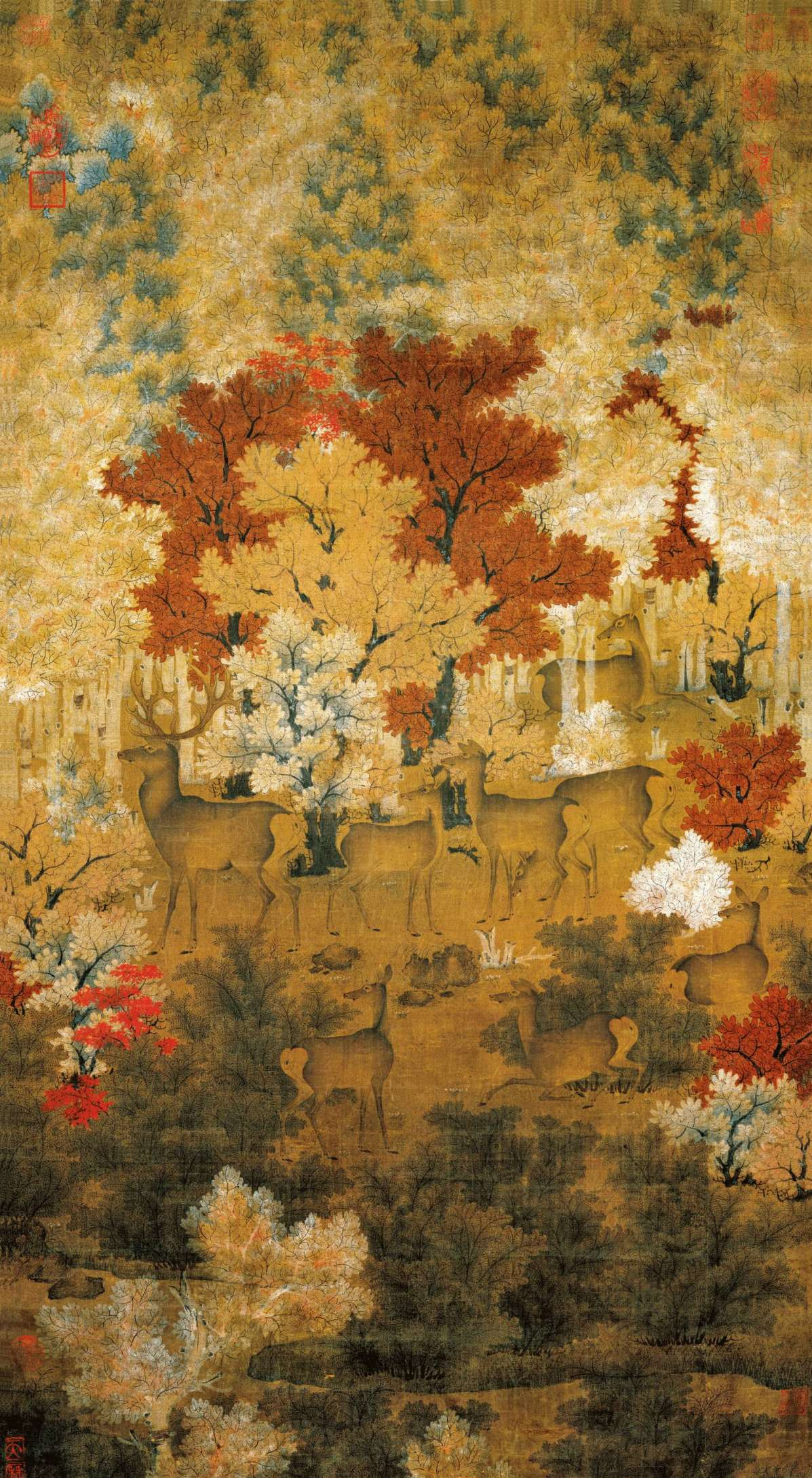
Manada de ciervos en un bosque de arces, c. 1031-48.
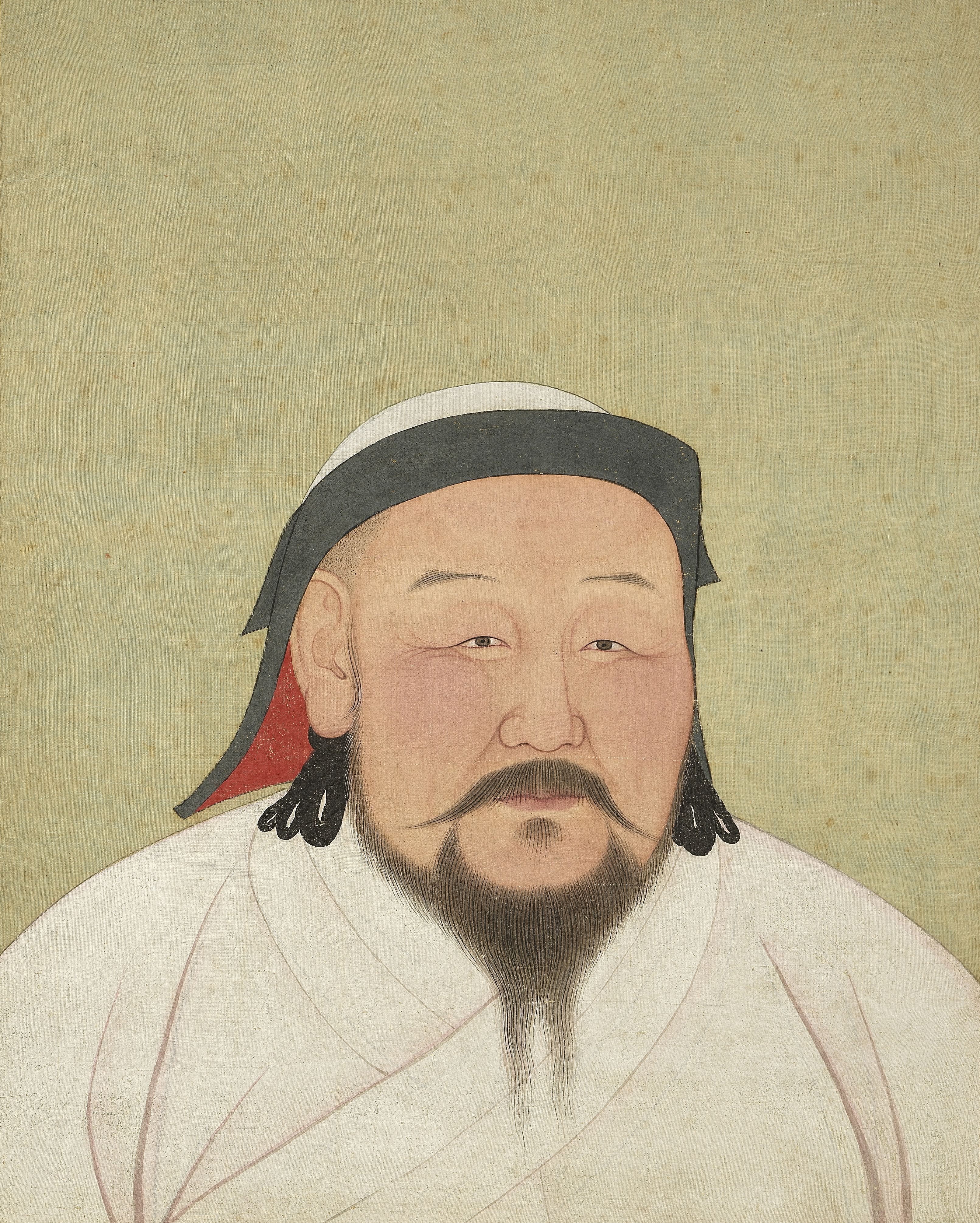
El Retrato de Kublai Khan, por Liu Guandao, c. 1271–94.
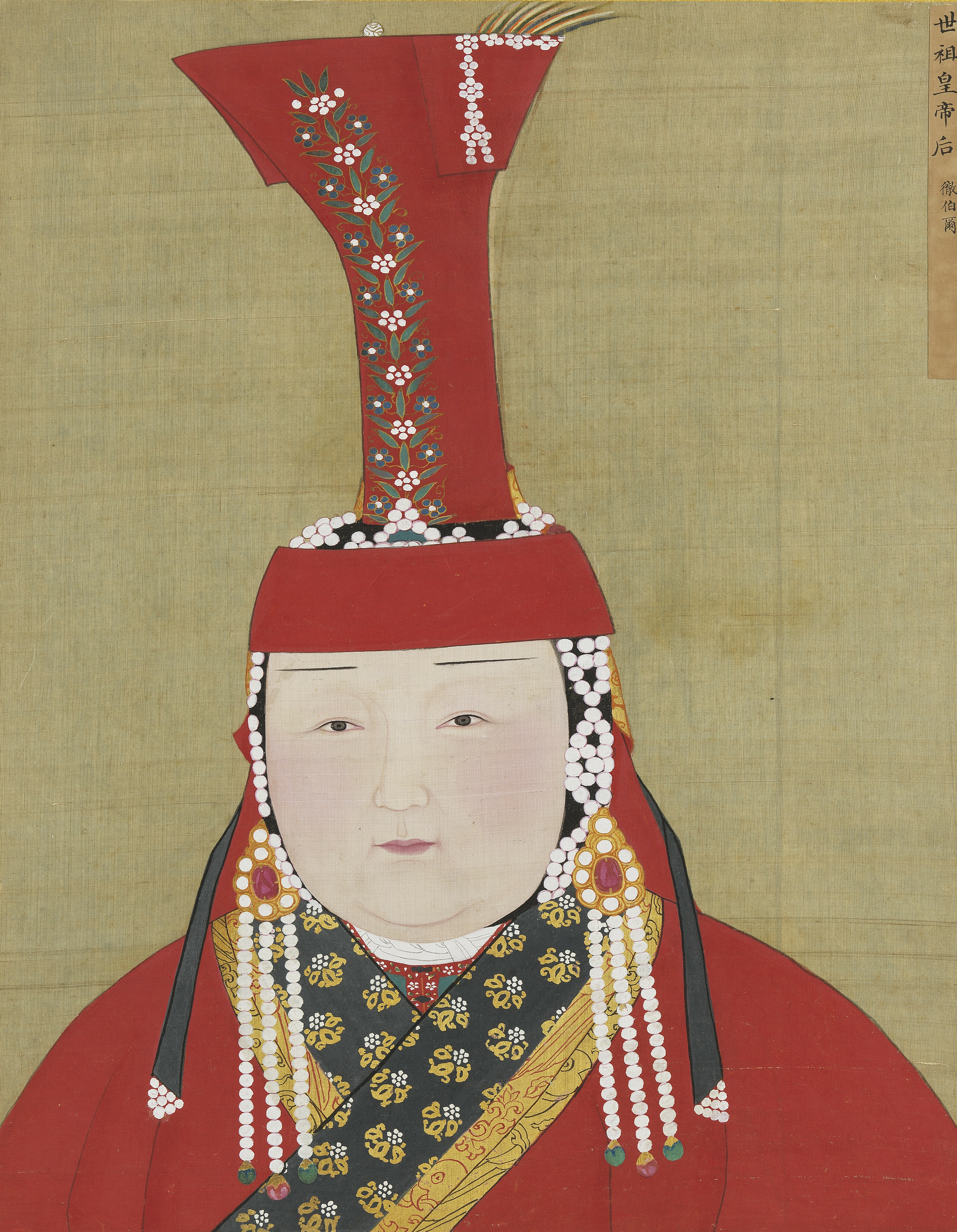
El Retrato de la emperatriz Chabi, c. 1271–81.
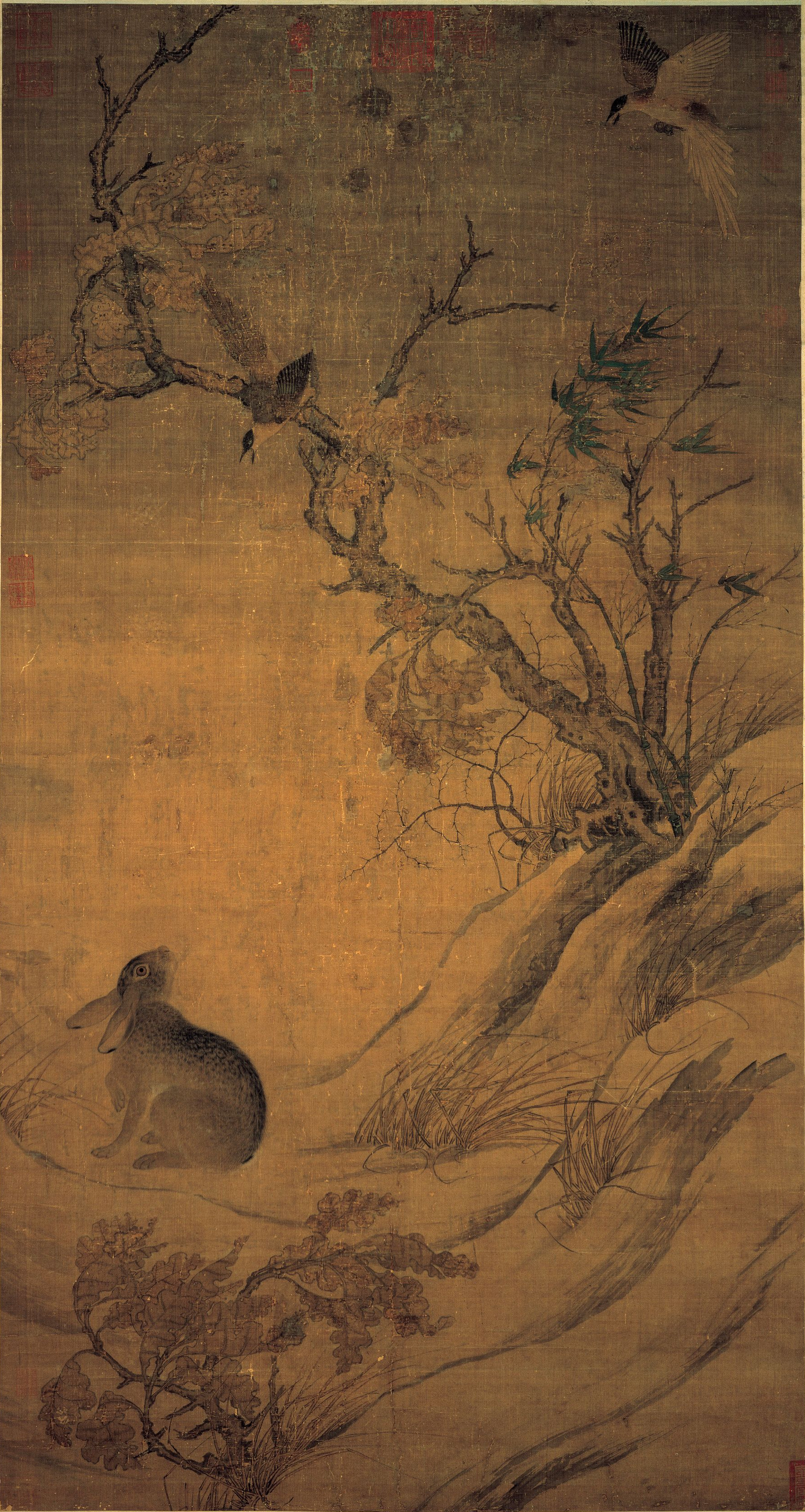
Las urracas y la liebre, de Cui Bai, 1061.
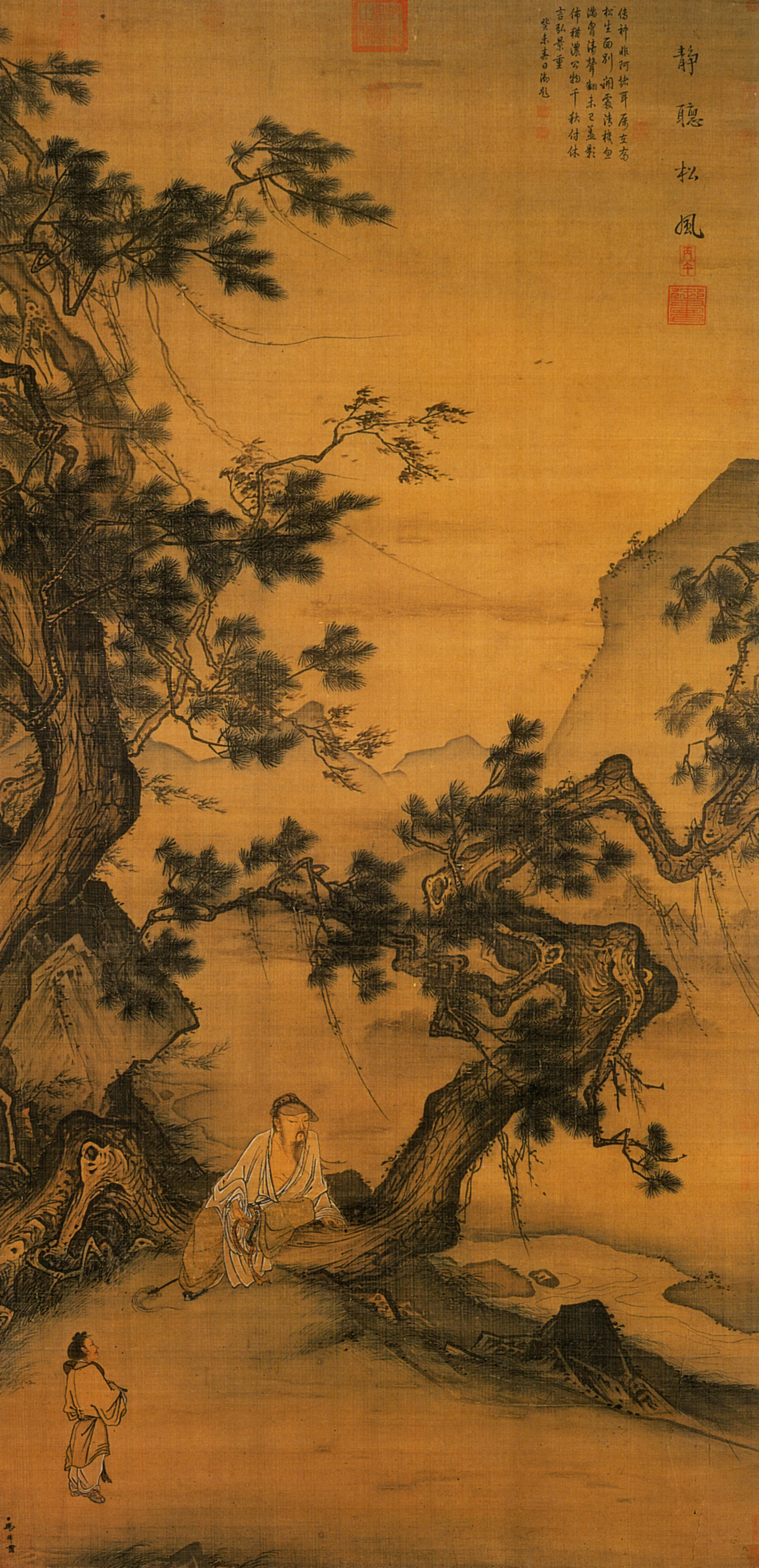
Escuchar en silencio a los pinos que susurran, de Ma Lin, siglo XIII.
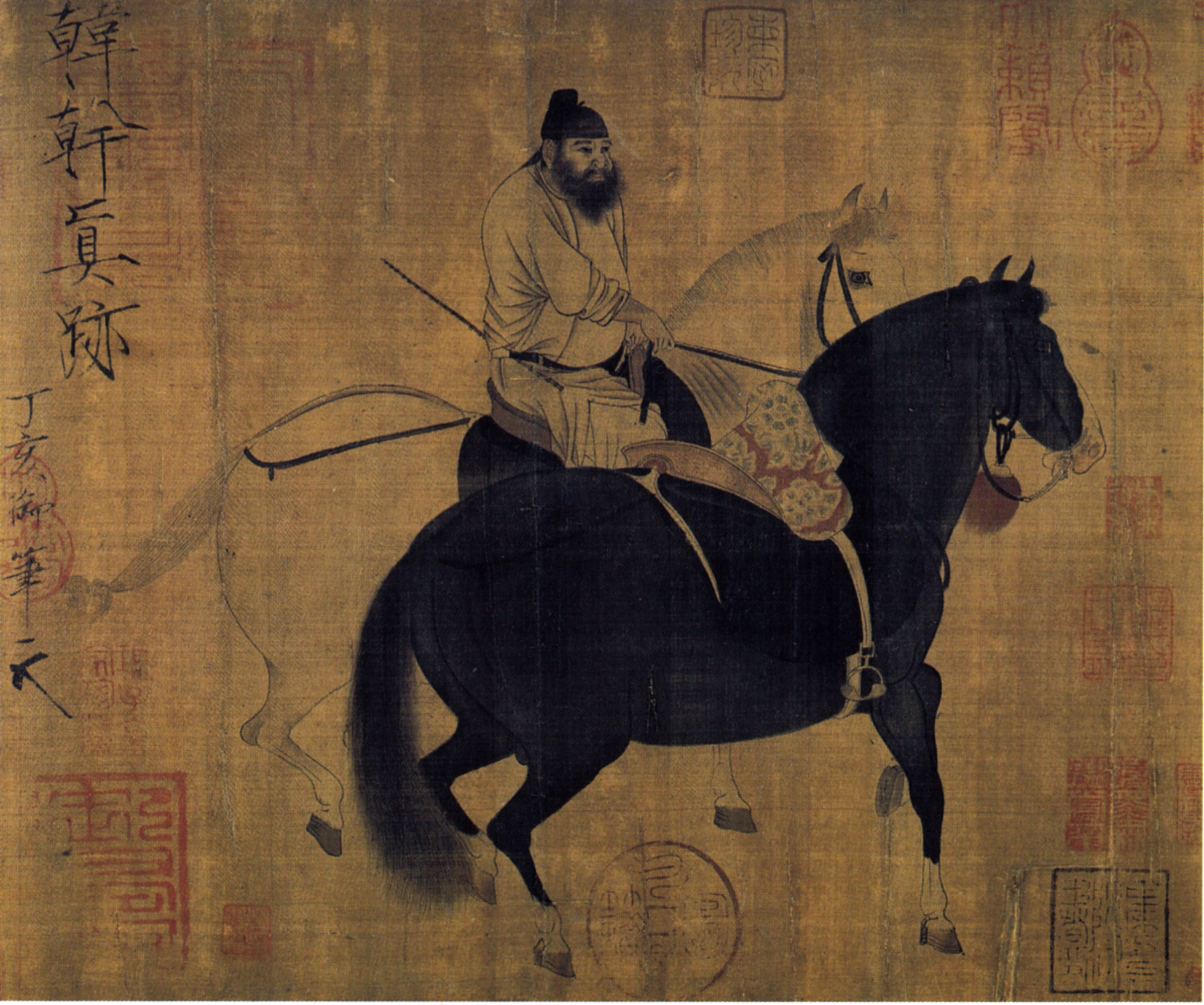
El hombre arreando caballos, c. siglo XII.
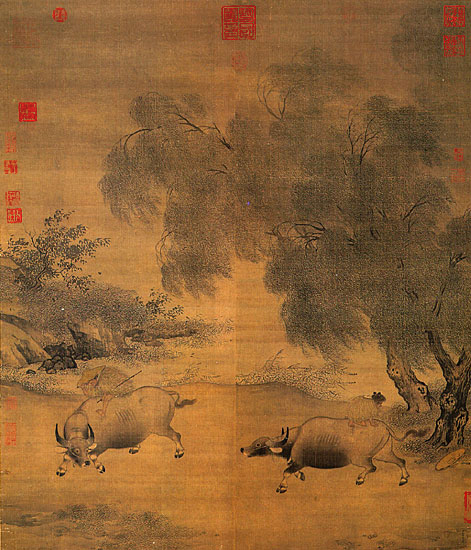
Los bueyes de vuelta a casa bajo el viento y la lluvia, de Li Di, siglo XII.
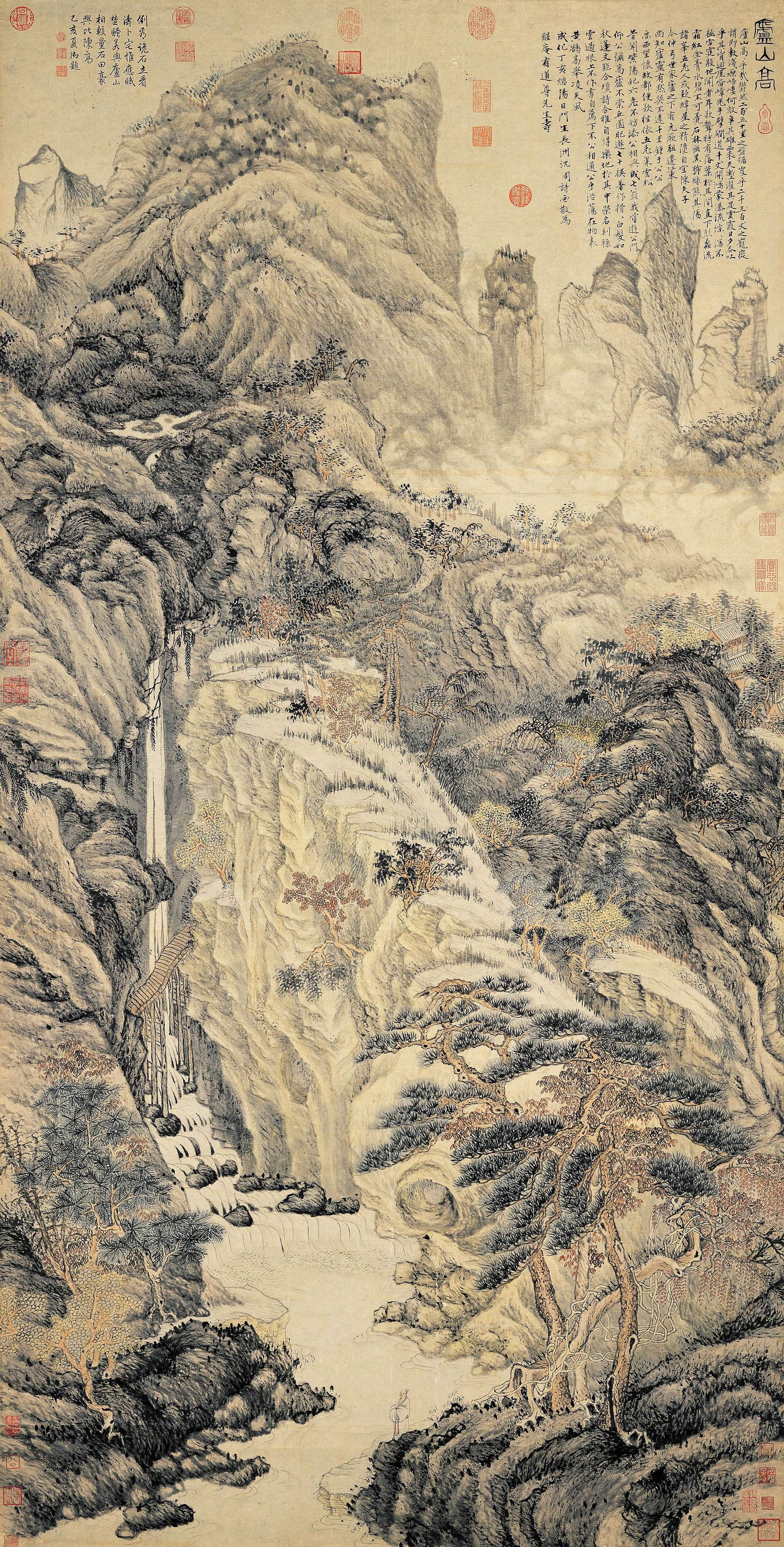
El elevado monte Lu, de Shen Zhou, 1467.

## Exposiciones en el extranjero

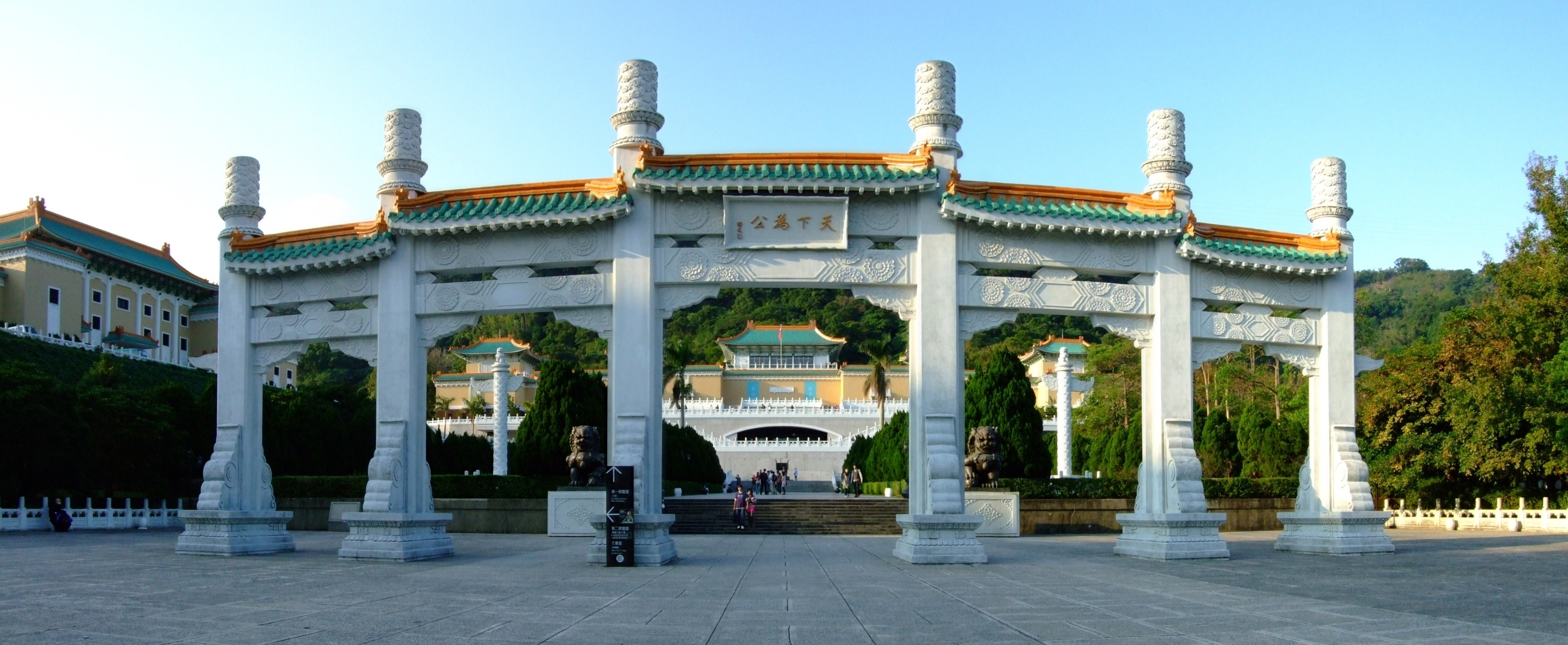
Paifang de la Sección Norte del Museo Nacional del Palacio.

Debido al temor a que los objetos sean confiscados y reclamados por China continental debido al controvertido estatus político de Taiwán, el museo no realiza exposiciones en China continental. Desde su creación en 1965 en Taipei, el Museo Nacional del Palacio solo ha realizado seis grandes exposiciones en el extranjero en países que han aprobado leyes para impedir la incautación judicial de los tesoros: Estados Unidos en 1996, Francia en 1998, Alemania en 2003, Austria en 2008, Japón en 2014 y Australia en 2019.
Las exposiciones anteriores en el extranjero son las siguientes:
- 1935: "Exposición Internacional de Arte Chino de Londres" en la Real Academia de Arte de Londres.
- 1940: "Exposición de Arte Chino" en Moscú, Leningrado.
- 1961: "Exposición de Arte Chino Antiguo" Galería Nacional de Arte de Washington D. C., Museo Metropolitano de Arte de Nueva York, Museo de Bellas Artes de Boston, Museo de Arte Contemporáneo de Chicago, Museo de Young.
- 1973: "Exposición de China" en Seúl, Corea del Sur.
- 1991: "Con motivo de 1492: el arte de la Era de la Exploración" en la Galería Nacional de Arte de Washington.
- 1996: "Esplendores de la China Imperial" en el Museo Metropolitano de Arte, el Instituto de Arte de Chicago, el Museo de Arte Asiático de San Francisco y la Galería Nacional de Arte de Washington D. C.
- 1998: "Imperio de la Memoria" en la exposición del Grand Palais de París.
- 1999: Exposición del Museo Nacional del Palacio en Centroamérica.
- 2000: "Taoísmo y arte chino", Instituto de Arte de Chicago y Museo de Arte Asiático de San Francisco.
- 2003: "Tesoros del Hijo del Cielo", exposición itinerante del antiguo museo de Berlín, Bonn, Galería Federal de Arte.
- 2005: "Museo de la Cultura Mundial Expo Corea", en Corea.
- 2005: Exposición "El Imperio Mongol - Gengis Kan y su generación" en el Museo de Antropología de Múnich, Alemania.
- 2006: Exposición "Magníficos años de la corte Qing (1662-1795)" en el Museo Guimet de Francia.
- 2007: Exposición "Shanghai - Arte Moderno" en Japón.
- 2008: "Tesoros Imperiales" en la exposición del Kunsthistorisches Museum de Viena.
- 2014: "Las preciadas obras maestras del Museo Nacional del Palacio de Taipéi" en el Museo Nacional de Tokio y en el Museo Nacional de Kyushu.[39]
- 2019: "El cielo y la tierra en el arte chino" en la Galería de Arte de Nueva Gales del Sur, Sídney.

### Citas
1. ↑  «國立故宮博物院參觀人數統計(105年度)» (PDF) (en inglés). Museo Nacional del Palacio. enero de 2017. Consultado el 29 de enero de 2017.
2. ↑  Peter Enav (12 de mayo de 2009). «National art collection evokes hard history». The China Post. AP. Consultado el 16 de junio de 2012.
3. 1 2 3  «Chronology of Events». National Palace Museum. Archivado desde el original el 21 de diciembre de 2008. Consultado el 4 de junio de 2008.
4. 1 2  «Tradition & Continuity». National Palace Museum. Archivado desde el original el 30 de junio de 2012. Consultado el 17 de junio de 2012.
5. ↑  Chiang, Fu-tsung (1979), «The Transfer of the National Palace Museum Collection to Taiwan and Its Subsequent Installation», The National Palace Museum Quarterly (en en, zh) 14 (1): 1-16, 37-43.
6. ↑  «The National Palace Museum: Timeline of the NPM». National Palace Museum. Archivado desde el original el 17 de febrero de 2012. Consultado el 20 de diciembre de 2010.
7. 1 2 3 4 5  Hang, Li-wu (1983). zh:中華文物播遷記 (en chino) (2 edición). Taipei: The Commercial Press.
8. ↑  Han Cheung (7 de noviembre de 2021). «Taiwan in Time: Hiding national treasures in a cave». Taipei Times. Consultado el 7 de noviembre de 2021.
9. 1 2  «A Brief History of the National Palace Museum», The National Palace Museum Quarterly (en en, zh) 1 (1), 1966: 29-32, 85-89.
10. ↑  China archaeology and art digest, Volume 3, Issue 4. Art Text (HK) Ltd. 2000. p. 354.
11. ↑  «Taiwan seeks safety net for Palace Museum in case of PLA attack». South China Morning Post. 9 de agosto de 2022.
12. ↑  «Taiwan museum admits to breaking three Ming and Qing dynasty artefacts worth US$77 million». CNA. 1 de noviembre de 2022.
13. ↑  «China to lend treasures to Taiwan». BBC. 16 de febrero de 2009. Consultado el 16 de junio de 2012.
14. ↑  Mark McDonald (2 de marzo de 2009). «Top bid on disputed Yves Saint Laurent bronzes was a protest from China». The New York Times.
15. 1 2  «Renovation». National Palace Museum. Archivado desde el original el 1 de diciembre de 2012. Consultado el 21 de septiembre de 2012.
16. ↑  Huang, Bao-yu (1966), «中山博物院之建築 [The Architecture of the Chung-Shan Museum]», The National Palace Museum Quarterly (en chino) 1 (1): 69-78.
17. ↑  «The Construction of the Main Building, the Administration Building and the Library Building» (en chino). National Palace Museum. 11 de octubre de 2010. Archivado desde el original el 27 de octubre de 2012. Consultado el 21 de septiembre de 2012.
18. ↑  Gluck, Caroline (7 de febrero de 2007). «Taiwan's museum of treasures». BBC News. Consultado el 30 de marzo de 2010.
19. ↑  Bradsher, Keith (28 de diciembre de 2006). «Rare Glimpses of China's Long-Hidden Treasures». The New York Times.
20. ↑  Quartly, Jules (4 de febrero de 2007). «National Palace Museum is born again». Taipei Times.
21. ↑  «Visitor's Guide». National Palace Museum. Archivado desde el original el 24 de agosto de 2012. Consultado el 21 de septiembre de 2012.
22. ↑  Murakami, Takio (23 de octubre de 2011). «Taiwanese Palace Museum may increase floor area 7-fold». The Asahi Shimbun. Archivado desde el original el 13 de noviembre de 2012.
23. ↑  «Visitor figures 2014: the world goes dotty over Yayoi Kusama». The Art Newspaper. 2 de abril de 2015. Consultado el 10 de abril de 2015.
24. 1 2  «Taiwan's National Palace Museum opens new branch after 15-year wait». Straits Times. Agence France Presse. 28 de diciembre de 2015. Consultado el 5 de enero de 2016.
25. ↑  «U.S. architectural firm quits NPM southern branch project». The China Post. 28 de noviembre de 2008. Consultado el 20 de diciembre de 2010.
26. ↑  «National Palace Museum chief upsets lawmakers». Taipei Times. 11 de noviembre de 2010. Consultado el 20 de diciembre de 2010.
27. 1 2  «NPM South Branch main hall to reopen on Tuesday». The China Post. 22 de agosto de 2016. Archivado desde el original el 11 de enero de 2022. Consultado el 31 de agosto de 2016.
28. 1 2  «National Palace Museum in Taiwan unveils designs of Southern Branch». World Interior Design Network. 28 de marzo de 2011. Archivado desde el original el 9 de octubre de 2011. Consultado el 9 de abril de 2011.
29. ↑  «List of Categories in the Collection». National Palace Museum. Consultado el 20 de marzo de 2022.
30. ↑  «Jadeite Cabbage with Insects» (en inglés). Museo Nacional del Palacio. Archivado desde el original el 1 de diciembre de 2008. Consultado el 3 de mayo de 2009.
31. ↑  «Meat-shaped Stone» (en inglés). Museo Nacional del Palacio. Archivado desde el original el 11 de octubre de 2014. Consultado el 3 de mayo de 2009.
32. ↑  «Jadeite Cabbage is Moving to a New Gallery!». Museo Nacional del Palacio. Archivado desde el original el 25 de marzo de 2014. Consultado el 3 de mayo de 2009.
33. ↑  «Carved Olive-stone Boat». Museo Nacional del Palacio. Archivado desde el original el 18 de mayo de 2014. Consultado el 3 de mayo d 2009.
34. ↑  
«One Hundred Horses». Museo Nacional del Palacio. Consultado el 3 de mayo de 2009.
35. ↑  «One Hundred Horses». National Palace Museum. Archivado desde el original el 19 de junio de 2008. Consultado el 4 de junio de 2008.
36. ↑  «New Japan law opens way for exhibits». The China Post. Central News Agency. 26 de marzo de 2011.
37. ↑  «Taiwan gives green light to museum exhibitions in Japan». The Japan Times. Kyodo News. 23 de junio de 2014.
38. ↑  «Heaven and earth in Chinese art: treasures from the National Palace Museum, Taipei». Art Gallery of New South Wales. Consultado el 26 de abril de 2019.
39. ↑  «The Treasured Masterpieces from the National Palace Museum, Taipei». National Palace Museum. 17 de junio de 2014. Archivado desde el original el 3 de marzo de 2016. Consultado el 18 de enero de 2015.

### Artículos
- Pinturas chinas
- En imágenes: el Museo Nacional del Palacio reabre (BBC)
- Giuseppe Castiglione y Lee Tze Fan en el Museo Nacional del Palacio
- Reuniting China Along Artistic Lines, New York Times, 31 de julio de 2002
- NY Times: Rare Glimpses of China’s Long-Hidden Treasures
- Museo Nacional del Palacio
- El Museo Nacional del Palacio
- Los esplendores de China Imperial: Tesoros del Museo Nacional del Palacio, Taipéi

### Vídeos
- National Geographic: Inside - The Emperor's Treasure(1)
- National Geographic: Inside - The Emperor's Treasure(2) (enlace roto disponible en Internet Archive; véase el historial, la primera versión y la última).
- National Geographic: Inside - The Emperor's Treasure(3)
- National Geographic: Inside - The Emperor's Treasure(4)

- Datos: Q540668
- Multimedia: National Palace Museum / Q540668